# Jean Racine
Pour les articles homonymes, voir Racine.
Jean Racine, né le 22 décembre 1639 à La Ferté-Milon et mort le 21 avril 1699 à Paris, est un dramaturge et poète français.
Issu d'une famille de petits notables de la Ferté-Milon et tôt orphelin, Racine reçoit auprès des « Solitaires » de Port-Royal une éducation littéraire et religieuse rare. Se détournant d'une carrière ecclésiastique, il entreprend, jeune, de faire une carrière des lettres, en privilégiant la poésie et le théâtre tragique. Le succès d’Alexandre le Grand, en 1665, lui confère une solide réputation et lui apporte le soutien du jeune roi Louis XIV. Andromaque, en 1667, ouvre une décennie de grandes créations qui voit, à côté d'une unique comédie (Les Plaideurs, 1668), représentées les sept tragédies consacrées par l’historiographie comme ses plus remarquables : Britannicus (1669), Bérénice (1670), Bajazet (1672), Mithridate (1673), Iphigénie (1674) et Phèdre (1677). La « tristesse majestueuse » de ces pièces épurées rompant avec l’héroïsme baroque fait la renommée du dramaturge et divise profondément le public français, dont une partie défend la tragédie cornélienne. Le succès populaire, les querelles critiques, l'appui du roi et les faveurs à la cour de Mme de Montespan entraînent une ascension sociale et économique fulgurante de l'auteur : élu à l'Académie française en 1672, anobli en 1674, Racine abandonne en 1677 le « métier de poésie » pour briguer le « glorieux emploi » d'historiographe du roi. Devenu l'un des courtisans proches du Roi-Soleil, il ne délaisse son travail d'historien que pour donner, à la demande de Mme de Maintenon, deux tragédies bibliques aux jeunes filles de Saint-Cyr : Esther (1689) et Athalie (1691), et pour écrire en secret un Abrégé de l'histoire de Port-Royal, retrouvé et publié après sa mort. Le vaste travail historique auquel il consacre la majeure partie de ses vingt dernières années, l'histoire de Louis XIV, disparaît entièrement dans l'incendie de la maison de son successeur, Valincour.
L'œuvre de Racine passe pour avoir amené la tragédie classique à son « accomplissement » et son « harmonie ». L'économie du propos, la rigueur de la construction (situation de crise menée à son acmé), la maîtrise de l'alexandrin et la profondeur de l'analyse psychologique ont élevé le corpus racinien au rang de modèle classique. Par son respect strict des unités de temps, de lieu et d'action, Racine refuse la primauté, la densité et l'héroïsme de l'action propres aux tragédies de Pierre Corneille, auquel il est souvent opposé. Il lui préfère un épurement de l'intrigue (parfois extrême, en particulier dans Bérénice) et l'intensité psychologique. Abandonnant le ton glorieux et moral du théâtre du début du XVIIe siècle, Racine soumet la vertu politique et la raison d'État, chères à Corneille, sous les contingences passionnelles. La passion soumet et détruit ses personnages tout-puissants (rois, empereurs, princesses) qui tentent en vain de lutter contre elle, perdant le sens du devoir jusqu'à la déraison ou la mort. Les passions, parmi lesquelles l'amour prime, sont le fondement du tragique racinien en ce qu'ils sont les instruments du destin. L'amour racinien suit en ordre général la structure du triangle amoureux, inexorable et cruel pour chacun des partis. Le fondement de ce tragique relève à ce titre de la confrontation de la démesure et de la déraison des passions avec l'humilité de la finitude des mortels. Les tragédies de Racine se fondent sur la conjonction de la crainte et de la pitié (les deux émotions fondamentales du théâtre antique) ; la critique a souvent estimé que le dramaturge a ainsi cherché à associer la prédestination janséniste et le fatum antique. Consacré par la critique comme l'un des plus grands auteurs français de tragédies, il est l'un des trois dramaturges majeurs, avec Corneille et Molière, de la période classique en France. Aujourd'hui, il compte parmi les auteurs les plus joués à la Comédie-Française et dans le pays, et figure parmi les grandes références de la littérature universelle,.

## Biographie
La vie, la carrière et la trajectoire sociale de Jean Racine ont fait l'objet d'interprétations contrastées et de querelles vives dans l'historiographie de la littérature. Les biographies du dramaturge ont longtemps relevé de l'hagiographie le montrant en modèle du provincial miséreux que le génie littéraire élève à la gloire, la richesse, et, fait inédit, la noblesse. Une telle vision procède d'une déduction de la vie de Racine à partir de son œuvre. Les historiens romantiques ont cherché dans sa vie les passions si présentes dans ses tragédies, en déduisant de leur vivacité des éléments biographiques et psychologiques. Les critiques littéraires ont limité l'ensemble de sa vie à sa production littéraire, négligeant une vision sociale de son parcours ; l'homme Racine étant avant tout un auteur, déterminé par le génie de sa production littéraire et le « mythe » qui entoure celle-ci,,.
Ces deux visions ont depuis été critiquées. D'une part, le fait de chercher chez l'auteur les traits psychologiques de ses personnages relève d'une détermination a priori et d'une téléologie, ce d'autant plus que l'expression des sentiments intimes de l'auteur correspond mal aux critères du théâtre du XVIIe siècle. La critique cherche aujourd'hui davantage à chercher sous le mythe littéraire la réalité sociale et politique de sa carrière,. D'autre part, Racine n'est pas seulement remarquable comme écrivain : « il a accompli l'une des trajectoires sociales les plus extraordinaires de l'époque moderne ». Son ascension sociale fulgurante, unique dans la société rigide de l'Ancien régime, a suscité l'intérêt de la socio-histoire. Alain Viala a ainsi donné sur Racine un ouvrage fondateur de la sociologie de la littérature, voyant dans sa carrière l'exemple typique de la constitution d'un « métier des lettres » comme champ permettant de faire carrière, et de la naissance du statut social d'« écrivain ». Influencé par la sociologie bourdieusienne, Viala a utilisé la métaphore du caméléon pour rendre compte de la trajectoire sociale de Racine, définissant « l'ethos caméléonesque » du poète comme une « disposition à prendre l'aspect du milieu auquel on veut (on désire ou on a besoin de) s'intégrer pour y trouver de quoi subsister et se développer ». Si la perspective de Viala a également suscité des réserves, la biographie du dramaturge est désormais largement considérée sous un angle social, comme une trajectoire opportuniste qui, loin d'être le seul déploiement d'un génie le portant irrémédiablement à la gloire, influence le contenu et la nature de sa production littéraire.

### L'enfant de Port-Royal (1639-1659)

#### L'orphelin de La Ferté-Milon
Le rang social de la famille Racine a fait l'objet de débats vigoureux, rendus d'autant plus sibyllins que le poète a lui-même alimenté les légendes sur ses origines. L'idée que la noblesse familiale est ancienne et fondée sur le service militaire a été formulée par Racine à la fin de sa vie. Dans un témoignage de moralité de 1696, le poète a laissé entendre que son père et son grand-père ont porté les armes avant de se voir accorder des charges. Cette information douteuse, jamais apparue avant ce témoignage tardif et qui n'est vérifiée par aucune source, a parfois été reprise par les biographes. À l'inverse, la modestie de l'origine sociale du poète a parfois été exagérée, ou bien pour l'attaquer, ou bien pour souligner le caractère exceptionnel de son parcours (une phrase de Boileau fait de Racine le « fils d'une espèce de fermier »,[réf. à confirmer]).

La famille de Racine est ancrée dans les emplois bourgeois de la Ferté-Milon, alors bourgade sans grande envergure. Elle est en particulier liée au grenier à sel, unité économique centrale qui assure le recouvrement de la gabelle et la répartition d'une denrée précieuse. La famille maternelle, les Sconin, forment une dynastie d'officiers gabelous, la famille paternelle, une autre de greffiers. Si leur noblesse réelle est incertaine, voire imaginaire, les Racine adoptent au début du XVIIe siècle un signe extérieur de noblesse, en prenant des armoiries choisies sous le principe du rébus patronymique (les armes parlantes montrent un rat et un cygne),. Ces armoiries sont peintes sur les vitres de la maison que Jean Racine grand-père fait édifier en 1622,. Il apparaît également que ses membres ont cherché à simuler un ethos nobiliaire ; le poète en particulier, s'adresse d'abord à sa sœur célibataire sous le nom de « Madame Marie Racine » mais, une fois que celle-ci a dérogé en épousant un roturier, M. Rivière, ne la nomme plus que « Mademoiselle Rivière ». Le milieu social d'origine de Jean Racine peut être décrit comme celui d'une « bourgeoisie de village », qui exerce un pouvoir social et économique certain, mais relatif à l'échelle d'une petite bourgade ; si la famille nucléaire de Racine semble en outre plus modeste, elle est soutenue par des familles élargies aisées et localement puissantes.

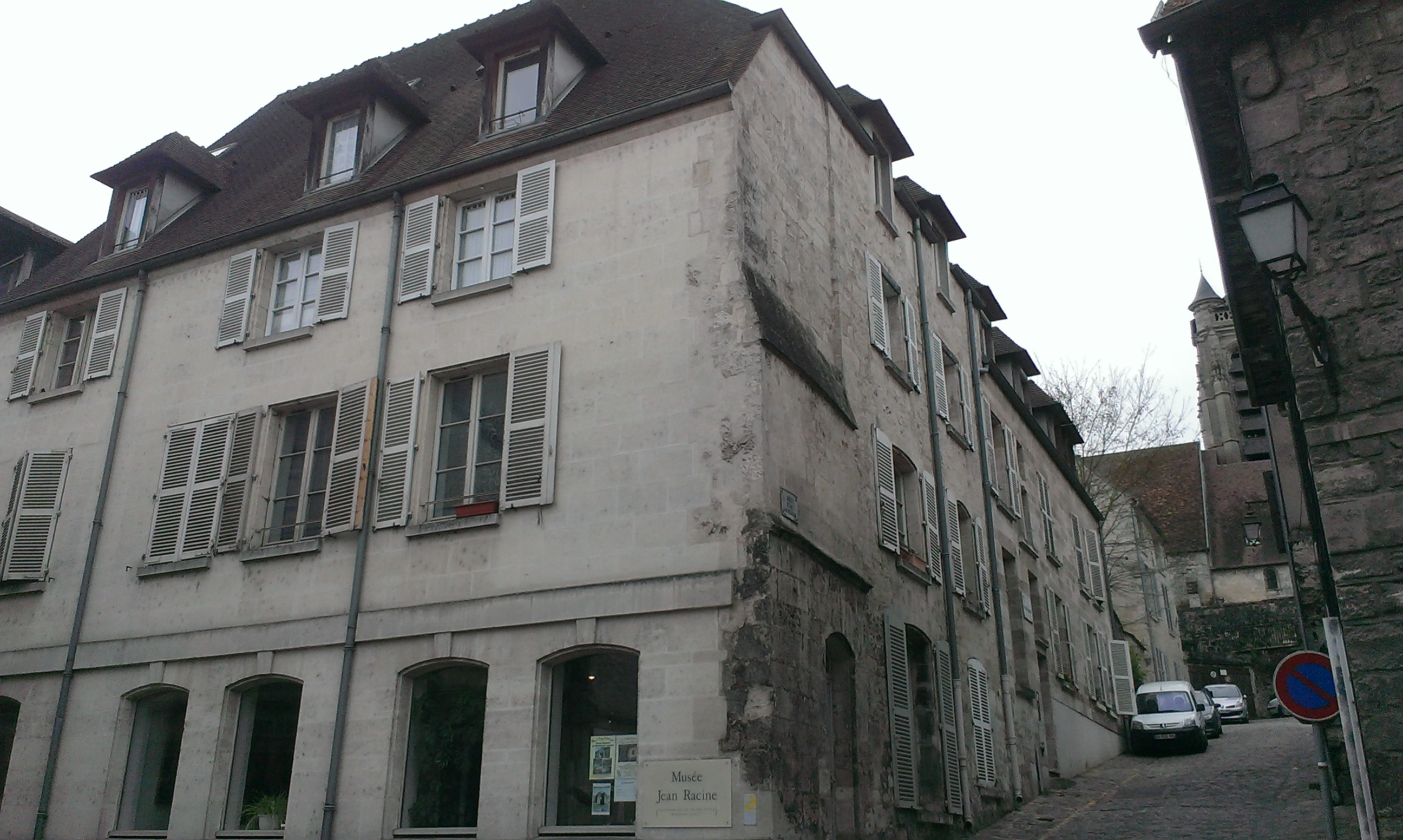
La maison des Racine à la Ferté-Milon, où Jean vit de 1643 à 1649 (aujourd'hui Musée Jean Racine).

Jean Racine naît le 22 décembre 1639 à La Ferté-Milon premier enfant de Jean Racine et de Jeanne Sconin, mariés le 13 septembre 1638. Son père est procureur tiers référendaire au bailliage et greffier du grenier à sel,,, postes modestes, mais certainement provisoires dans l'attente de la charge de son propre père. Sa mère est la fille de Pierre Sconin, plus important personnage de la ville, dans le même temps procureur du roi à la maîtrise des eaux et forêts du duché de Valois, président du grenier à sel, et durant quelques années échevin-gouverneur de la ville. L'enfant Jean Racine est rapidement placé en nourrice, selon l'usage. Le deuxième enfant du couple, Marie, naît le 21 janvier 1641 ; Jeanne Sconin meurt des suites des couches le 29 janvier,. Le père, Jean, se remarie le 4 novembre 1642 avec Madeleine Vol, mais meurt peu de temps après, le 6 février 1643, à vingt-huit ans. Jean et Marie Racine se trouvent tôt orphelins. Ils sont dès lors élevés séparément : la seconde est recueillie par les grands-parents Sconin, le premier par les Racine (les maisons des deux familles étant toutefois presque voisines). La précarité de la jeunesse de Racine est moins liée à son origine sociale qu'à son orphelinage, qui arrête soudainement la trajectoire sociale de la famille.
Jean vit chez son grand-père paternel (nommé Jean Racine) de 1643 à 1649. Durant cette période, il grandit avec ses quatre tantes et oncles, encore jeunes. Il n'existe aucune source sur cette période de l'enfance, qui est interprétée par Alain Viala comme une expérience du vide après la perte des parents, et l'apprentissage d'un ordre social strict rappelant à l'enfant la précarité de sa situation nouvelle d'« obligé » permanent, son « peu d'existence ». Il garde un attachement à sa nourrice Marguerite. Il semble qu'il lui ait versé sa vie durant une petite rente chaque mois, ce qu'il mentionne dans une lettre de 1697. Elle figure encore au premier rang des recommandations de son testament de 1685. Jean est élevé par sa tante Agnès Racine (qui semble lui avoir fourni une éducation religieuse), et sa grand-mère Maris Des Moulins-Racine, qui l'incorpore tout à fait dans l'éducation de ses propres enfants, et que Jean appelle « ma mère ». En septembre 1649, le grand-père Jean Racine meurt à son tour. L'enfant devient alors légalement pupille de son autre grand-père, Pierre Sconin, tutelle parfois négligée par l'historiographie. Il semble toutefois bien que ce dernier grand-père, quoiqu'assez distant, joue un rôle important dans l'éducation de l'enfant : Jean n'est jamais un orphelin tout à fait abandonné.

#### L'attrait de Port-Royal
Si Racine est un enfant de la Ferté-Milon, il n'a pas conservé d'attachement fort à sa ville natale, ni celle-ci, pendant longtemps, la mémoire du poète[Quoi ?]. La raison de cette distance tient dans la place qu'occupe Port-Royal-des-Champs dans sa jeunesse. Dans sa propre mémoire comme dans l'imaginaire collectif, la vie de Racine est fortement liée à l'abbaye, où il reçoit l'essentiel de son éducation et dont l'empreinte culturelle et spirituelle est visible jusqu'à sa mort.
Si le passage de Racine aux Petites écoles a souvent passé pour l'effet d'une chance unique qui élève l'enfant bien au-dessus de son milieu social, il trouve une explication simple dans l'histoire familiale. La famille Racine-Des Moulins est socialement très liée à Port-Royal. En 1625, Suzanne Des Moulins, grand-tante maternelle de Jean, se fait religieuse et rejoint le couvent parisien de Port-Royal, alors régi par Angélique Arnauld. Les Arnauld possèdent des terres à Pomponne, près de la Ferté-Milon, et sont à ce titre proches des notables de la région. C'est par ce lien social, non doctrinal, qu'il vient logiquement à l'idée de Suzanne Des Moulins, se destinant à la religion, de s'en remettre à une connaissance, en la personne d'Angélique, pour l'éducation de son petit-neveu. Il se trouve concomitant que cette abbaye suit un vaste mouvement de réforme, influencé en doctrine par le rigorisme de Saint-Cyran. Ce mouvement alors naissant, auquel on donnera plus tard une unité sous le nom de « jansénisme », ne peut pas alors être pensé comme hétérodoxe, rebelle, voire hérétique, comme il peut être qualifié plus tard. Il s'agit alors en pratique d'appliquer avec rigueur les normes de la vie régulière (en particulier la clôture), en doctrine (qui ne concerne guère que les théologiens) de chercher un élan vers Dieu (la Grâce efficace) par l'austérité des fidèles, dans une conception anthropologique pessimiste héritée de Saint Augustin. Mais Port-Royal est alors avant tout une institution parmi d'autres, avec pour seule particularité de proposer une éducation plus réputée.
Suzanne Des Moulins reste jusqu'à sa mort l'intendante de toute l'abbaye de Paris. Par son biais, Port-Royal exerce un attrait sur toute la famille. Dans les années 1620, Anne Passart, belle-sœur de Suzanne, s'y retire également. En 1637, Saint-Cyran demande à son successeur, Antoine Singlin, de choisir les trois premiers élèves des Petites écoles : parmi ceux-ci se trouve Nicolas Vitart, cousin de Racine. En 1646, la tante de ce dernier, Agnès Racine, entre au couvent de Port-Royal, où elle a peut-être aussi reçu plus tôt son éducation. Agnès entre sans apporter de dot, probablement en raison de l'engagement de sa famille à l'abbaye. Marie Des Moulins, grand-mère de Jean, s'installe encore à Port-Royal-des-Champs, comme aide à l'entretien du monastère, probablement en 1651. Ces éléments permettent de mettre en cause une vision misérabiliste de l'arrivée de Racine à Port-Royal : la famille n'est pas réduite à la dernière nécessité, et ne cherche pas à Port-Royal la seule charité. En tout état de cause, avant l'entrée de Racine aux Petites écoles, sa famille est pénétrée de l'influence pieuse de Port-Royal, et il semble logique pour elle de s'en remettre pour l'éducation de Jean à une abbaye si proche, en même temps que si réputée.
Un élément conjoncturel rapproche encore la ville de la Ferté-Milon de Port-Royal après 1638. La tension entre Saint-Cyran et le cardinal de Richelieu, inquiet de l'attrait que suscite le premier, est d'abord d'ordre politique, et aboutit en mai 1638 à l'emprisonnement du théologien. Parce que Saint-Cyran est lié à Port-Royal et que la famille Arnauld s'intéresse à ses projets réformateurs, l'abbaye est tôt associée comme la pensée augustinienne, et est mise sous surveillance en 1638. Pour s'éloigner de ces tensions, les Solitaires partent de Paris. Trois d'entre eux, Antoine Le Maistre, Isaac Le Maistre de Sacy et Claude Lancelot, arrivent à La Ferté-Milon, hébergés par la famille Vitart, cousins des Racine. Tous trois sont liés à la famille Arnauld qui se trouve ainsi dans une relation de clientèle avec les Vitart. À la réouverture des Petites écoles à la fin de l'année 1639, les Vitart s'installent aussi à Paris, protégés par la famille Arnauld et le couvent. Les trois Solitaires laissent une empreinte et une influence durable à la Ferté-Milon, dont les notables nourrissent un attrait durable pour Port-Royal.

#### L'élève des Petites écoles (1646-1655)
La date d'entrée de Racine aux Petites écoles de Port-Royal est incertaine. Les biographes sont partagés entre deux hypothèses : ou bien l'enfant a commencé son enseignement vers 1646, à six ou sept ans, au moment où sa tante Agnès fait à Port-Royal son noviciat ; ou bien il est arrivé à l'abbaye après la mort de son grand-père, en 1650 ou 1651. La seconde a longtemps eu les faveurs de l'historiographie, mais il est aujourd'hui plus assuré que Racine commence à fréquenter Port-Royal à un âge tendre. Il reste probablement un ou deux ans à Port-Royal-des-Champs avant de rejoindre les Petites écoles, installées à Paris depuis 1646. Si la tradition misérabiliste a souvent affirmé que Racine bénéficie gratuitement de l'enseignement de l'abbaye, le fait que la famille ait ou non payé une pension reste en fait inconnu. Aux Champs, il reçoit l'enseignement des Solitaires, et, parmi ceux-ci, est pris en affection par Antoine Le Maistre.

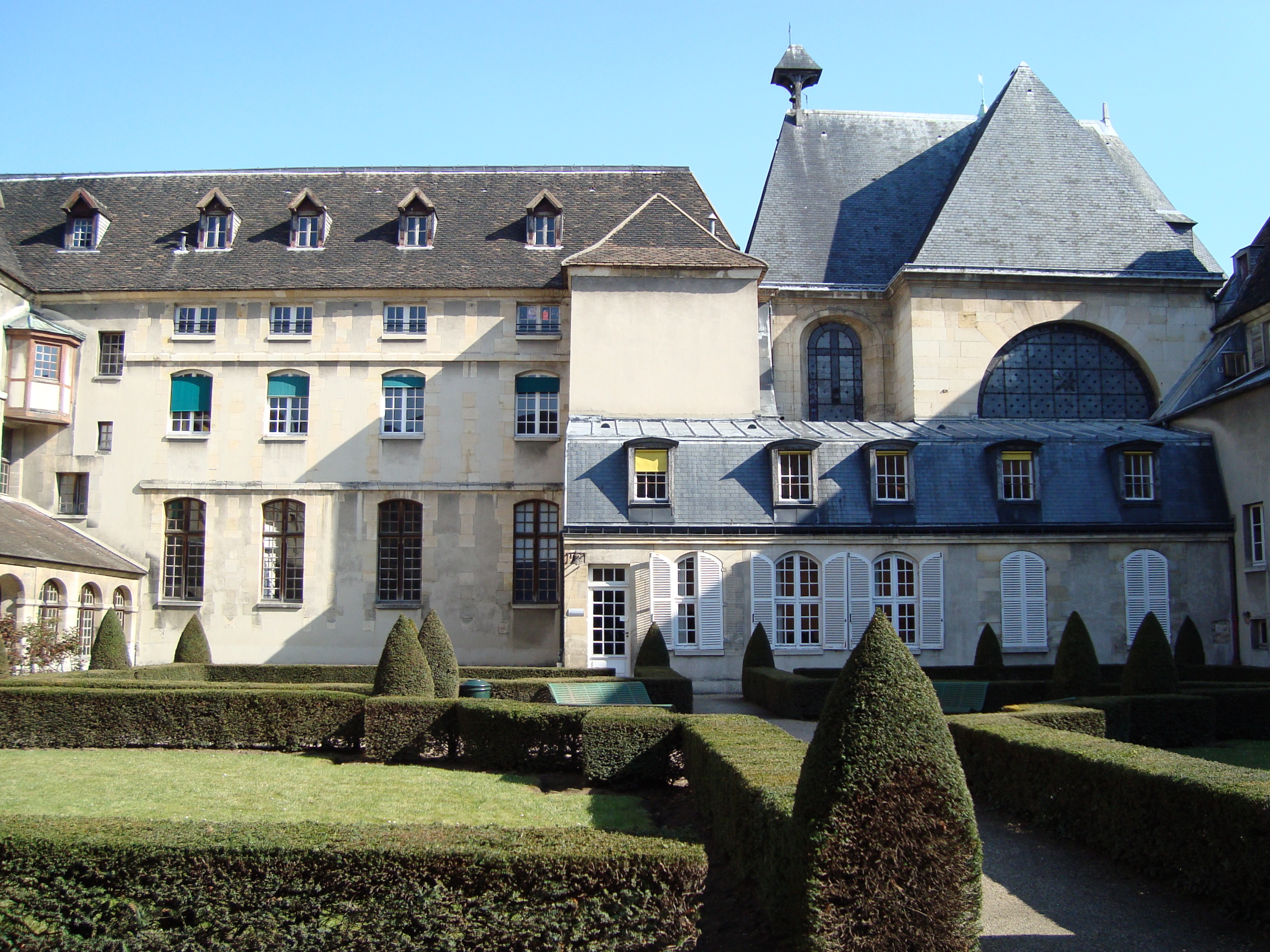
L'abbaye Port-Royal de Paris, où sont situées les Petites écoles quand Racine y entre.

L'enseignement des Petites écoles est alors radicalement différent de celui des collèges réguliers, et marque profondément Racine. Astreints à un régime quotidien sévère, les élèves sont réunis par groupes de six sous l'égide d'un maître (au nombre de quatre en 1646) qui ne quitte jamais, ni le jour ni la nuit, ses pensionnaires. Le maître a pour vocation la surveillance et l'éducation du groupe, mais aussi sa conduite spirituelle et une bienveillance paternelle (les châtiments corporels, au centre du système éducatif jésuite, sont extrêmement rares à Port-Royal). Il exerce ainsi une forte et durable influence sur les jeunes gens. Pierre Nicole a peut-être été le maître de Racine, quoiqu'il n'y ait, par manque de sources, aucune assurance sur ce point. Il bénéficie des enseignements de Nicole, Claude Lancelot, Antoine Le Maistre, Jean Hamon.
La pédagogie de Port-Royal rompt également en contenu avec celle des collèges, innovant en particulier dans deux domaines : l'enseignement des langues et le rapport aux textes anciens. Le français est, en premier lieu, la langue unique d'éducation. Les élèves apprennent à lire, écrire, composer, formuler leurs pensées directement en français plutôt que par la médiation du latin ; l'enseignement du latin même se fait en et à partir du français. Il est possible que ce rapport révolutionnaire à la langue, en particulier à la langue française, soit l'un des fondements de la modernité de la langue racinienne, immédiatement pensée et versifiée dans la syntaxe française, par opposition à la langue « latinisante » de Corneille. Une autre particularité de l'enseignement linguistique de Port-Royal est l'apprentissage du grec, alors extrêmement rare. Racine est ainsi l'un des seuls élèves de son temps à connaître avec érudition le grec, capacité épistémique qu'il mettra à profit comme dramaturge, privilégiant les sujets et les historiens grecs, jusqu'alors méconnus du théâtre français. Il profite également d'enseignements en langues vernaculaires, maîtrisant l'italien et l'espagnol. À la faveur de son éducation, Racine possède le savoir, alors singulier et remarquable, de cinq langues : Port-Royal offre au garçon un capital intellectuel unique.
Le rapport au texte ancien n'est pas non plus sans influence sur l'élève. Quand les ouvrages antiques servent dans l'enseignement jésuite à développer à partir d'eux des leçons morales par amplifications ou à collectionner des topoï rhétoriques, ils sont à Port-Royal le support d'une explication visant à dérouler la pensée de l'auteur et la structure logique. Les élèves doivent chercher à comprendre plutôt qu'à simplement copier, à former leur jugement plutôt que leur seul style. En cela, non seulement Racine lit les auteurs grecs dans le texte quand ses contemporains se contentent de traductions, mais il cherche encore à en saisir les substructions logiques, quand d'autres dramaturges ne les abordent que par mimétisme stylistique. La primauté donnée au français permet aux élèves de réunir dans une seule langue les outils cognitifs autrement partagés entre plusieurs chez les Jésuites.
L'éducation de l'abbaye vise encore à donner à l'élève une forme de politesse. Le but de l'éducation des écoles est d'amener l'élève à la « civilité chrétienne », ethos de l'amour d'autrui, opposée à la civilité mondaine qui vise la séduction des autres pour le seul amour de soi. Cette civilité est atteinte à la fois par un savoir hors-norme, acquis par une austère étude, et l'humilité de l'élève. Certains biographes ont mis en lumière le rôle de cet ethos port-royalien dans la réussite sociale de Racine, qui sait, au long de sa vie, plaire, séduire par sa circonspection et se fondre dans les milieux mondains. Racine, toutefois, ne suit qu'en partie cet idéal de civilité chrétienne ; quand les lettres sont pour les maîtres de l'abbaye un moyen d'arriver à une vertu chrétienne et jamais une fin, elles semblent avoir été lues et retenues avec plaisir par le futur poète, en cela « heureuse victime » des contradictions de la formation.
Racine vit à Port-Royal-de-Paris durant la Fronde. Les troubles touchent particulièrement la communauté : l'abbaye des Champs est abandonnée entre avril 1652 et mars 1653, les religieuses rejoignant celle de Paris, les Solitaires le château de Vaumurier. Les affrontements entre loyalistes (dont font partie les gens de Port-Royal) et frondeurs agitent le quartier, les élèves y prenant part. Durant l'un d'entre eux, Jean est blessé au front par la pierre d'une fronde, blessure dont il gardera cicatrice sa vie durant. Il est alors présenté comme modèle de bravoure loyaliste par le supérieur des Petites écoles.
À la rentrée 1653, le garçon est envoyé au collège Pastour de Beauvais. Ce départ est d'abord circonstanciel : l'établissement parisien de Port-Royal ferme cette même année, et les Petites écoles rejoignent le monastère des Champs. Les élèves sont alors répartis, durant l'été, dans plusieurs propriétés des alentours de l'abbaye : seul Jean est envoyé dans une autre institution. Ce transfert singulier semble être lié à Pierre Sconin, grand-père et tuteur de l'enfant, sur lequel le choix de l'établissement repose in fine. Son fils Antoine Sconin, durant une décennie prieur claustral à l'abbaye de Saint-Quentin de Beauvais, lui a vraisemblablement suggéré le choix du collège de Beauvais. Jean fait là sa classe d'humanités (seconde) et de rhétorique (première). Ce séjour n'a laissé que peu de traces archivistiques, mais est sans doute mal vécu par l'enfant de Port-Royal qu'est Jean, le système pédagogique des collèges étant bien moins protecteur que celui des Petites écoles.

#### À Port-Royal-des-Champs et aucollège d'Harcourt(1655-1659)

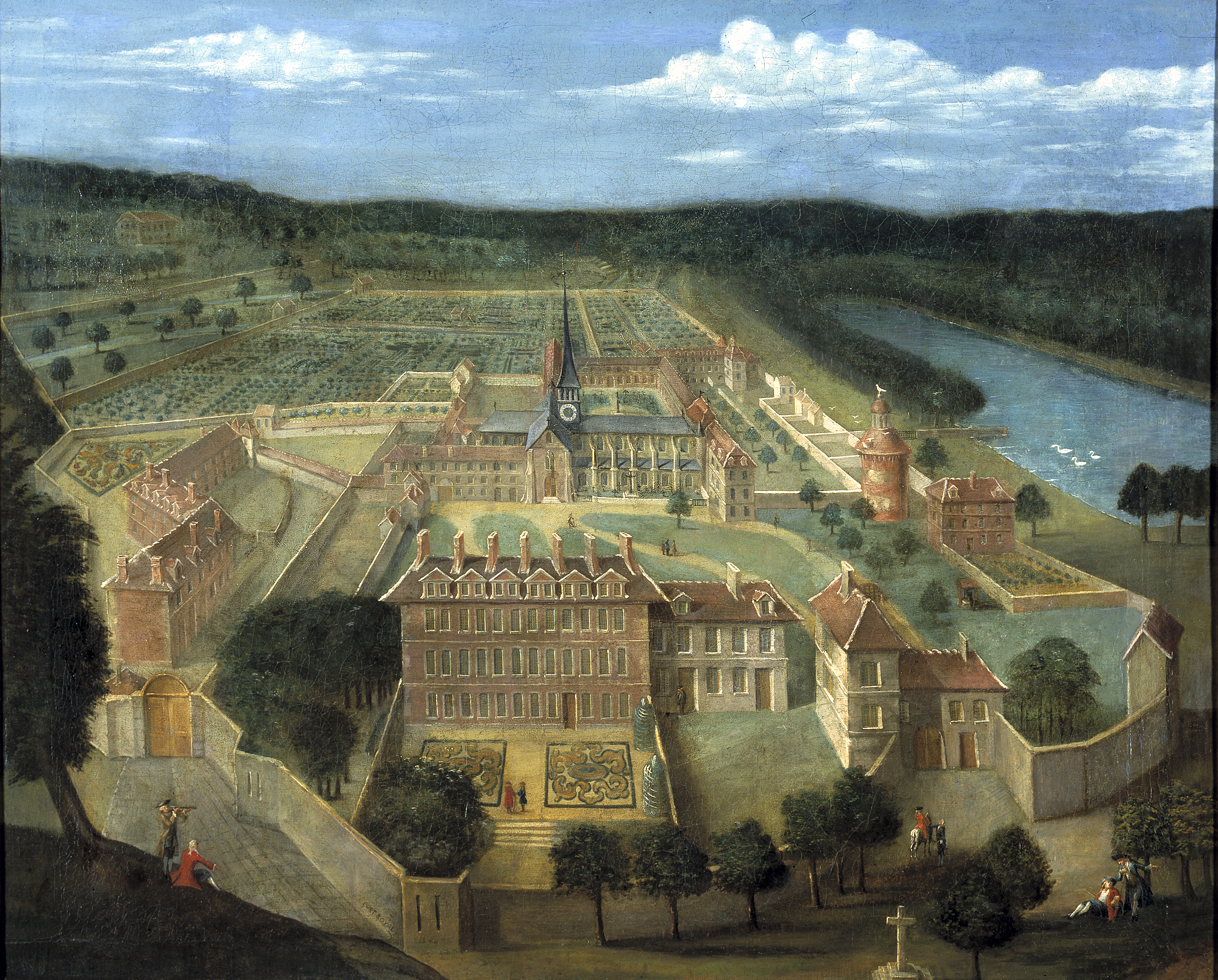
L'abbaye de Port-Royal-des-Champs dans le troisième quart du XVIIe siècle

Le 1er octobre 1655, Racine quitte Beauvais pour réintégrer les Petites écoles, désormais situées à Port-Royal-des-Champs. Les raisons de ce nouveau déplacement ne sont pas claires : selon toute vraisemblance, l'écolier aurait dû finir ses classes à Beauvais. La présence de Nicolas Vitart, cousin de Jean et proche de la famille Sconin, au château de Vaumurier auprès des Solitaires, et, au monastère, d'Antoine le Maistre, que Pierre Sconin avait fréquenté lors de l'exil de l'avocat à la Ferté-Milon en 1638 et 1639, ont probablement poussé le grand-père et tuteur de l'enfant à accepter ce retour à Port-Royal. Jean reste deux ans aux Champs, avant d'être envoyé au collège d'Harcourt à Paris, dont le directeur était proche des jansénistes, pour accomplir ses deux classes de philosophie (logique et morale la première année, physique et métaphysique la seconde). La durée anormale de son séjour aux Champs (deux années complètes pour la seule classe de rhétorique supérieure) trouve explication dans des circonstances exceptionnelles affectant le monastère durant l'année 1656. Celle-ci correspond à l'acmé des tensions entre Port-Royal et la Sorbonne ; par la publication des différentes Lettres d'Antoine Arnauld, par celle des Provinciales de Pascal entre janvier 1656 et mars 1657, enfin par l'exclusion d'Arnaud de la Sorbonne. Antoine Le Maistre, qui dirige les études de Jean, se cache à Paris à partir de janvier 1656. Les élèves, les maîtres, les Solitaires sont dispersés en mars de la même année. Pour ces raisons, Racine voit retarder d'un an sa classe de rhétorique supérieure.

De fait, arrivant aux Champs en 1655, à seize ans, Jean se trouve au cœur des vifs affrontements entre jansénistes et molinistes, jusqu'alors discrets ou ne concernant que les seuls théologiens. L'enseignement théologique s'intensifie, ce que montrent les annotations que l'élève laisse dans les marges de son édition des Vies parallèles de Plutarque. Il réside aux Champs quand y sont rédigées et préparées par Pascal et Arnauld les Lettres écrites à un provincial, publiées par l'aide de son cousin Nicolas Vitart. Le frère de ce dernier, Antoine, avec lequel Jean entame une longue correspondance versifiée, offre un exemplaire des Provinciales au jeune élève. Jean semble avoir été très marqué par l'ouvrage, dont il mimera le style dans plusieurs de ses écrits de jeunesse. À la suite de la publication des Provinciales, la controverse théologique devient un conflit politique. Le chancelier Séguier obtient de Mazarin la dispersion des écoliers et des Solitaires de Port-Royal-des-Champs. Cette fermeture est achevée le 30 mars 1656. Jean Racine, en tant qu'élève avancé, est caché par ses maîtres et logé dans les appartements de l'intendant du duc de Luynes au château de Vaumurier. À l'occasion de ce déménagement forcé, Antoine Le Maistre, caché à Paris, lui envoie un billet demeuré célèbre :

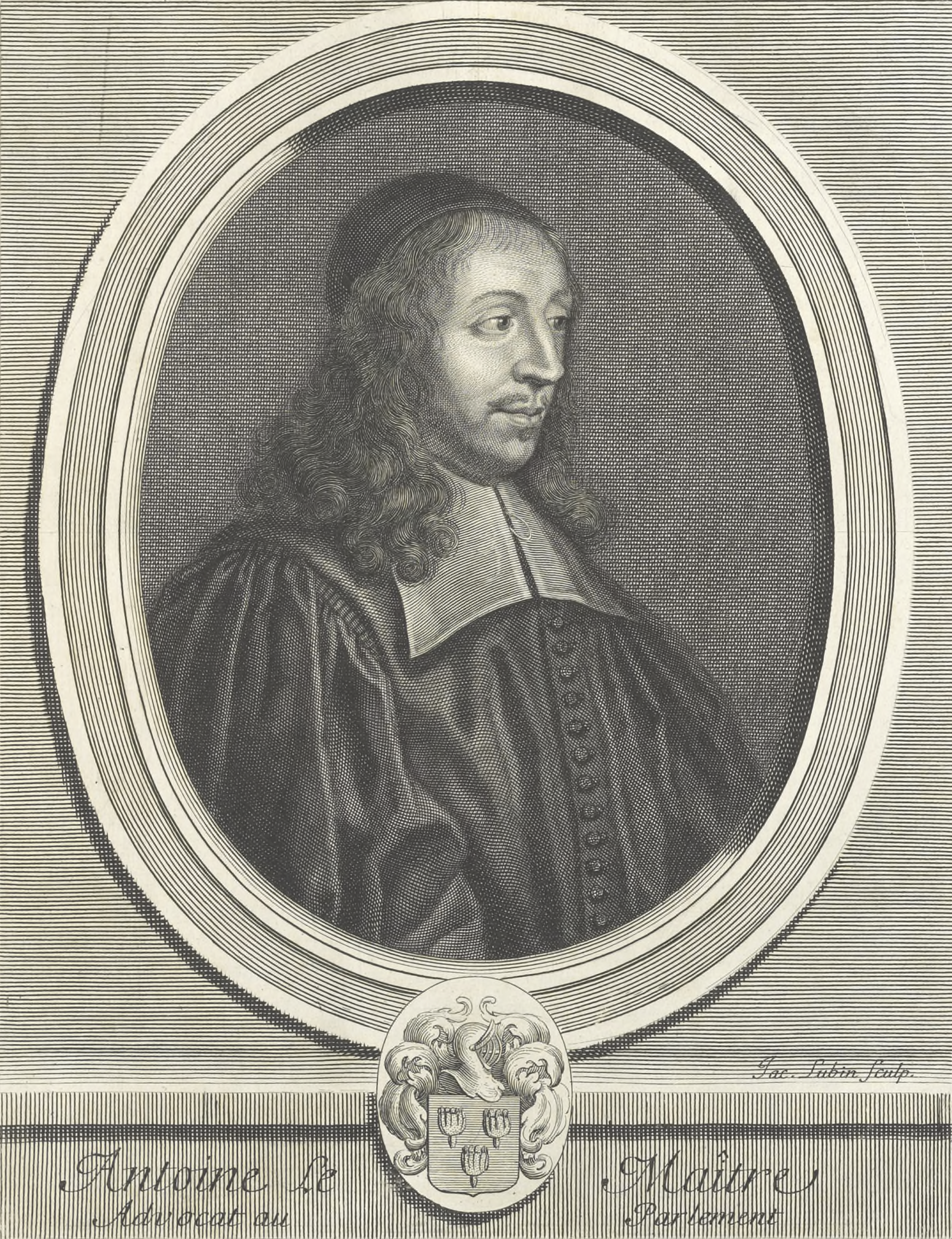
Antoine Le Maistre, maître de Racine à Port-Royal.

La lettre montre la proximité des liens entre Le Maistre et Racine. Elle a fait déduire, par les biographes, que l'élève avait durant son éducation été spirituellement « adopté » par Le Maistre, que Racine appelle « papa ». Au moment du départ de Le Maistre à Paris au 1er février 1656, leur relation est encore assez profonde pour que l'avocat nomme « son fils » conservateur de sa bibliothèque transférée au château de Vaumurier et lui demande l'envoi d'ouvrages utiles. Racine sert ainsi de relai pour les jansénistes cachés à Paris, préparant leur défense contre les attaques jésuites. Selon Georges Forestier, les conseils moraux donnés à l'élève dans ce billet trahissent peut-être la crainte de Le Maistre, par la suite justifiée, que le « petit Racine » soit, à dix-sept ans, tenté par les plaisirs du monde plutôt qu'adonné à la seule piété.
Après la guérison miraculeuse de Marguerite Périer, la nièce de Pascal, les Solitaires sont autorisés à regagner les Champs au milieu de l'année 1656. Antoine le Maistre y revient également en août. Les Petites écoles, toutefois, restent définitivement fermées. Racine a dès lors un statut très particulier aux Champs : l'un des deux seuls élèves demeurant (le second étant Le Nain de Tillemont), il profite d'un régime de plus grande liberté, de la proximité et de la confiance des Messieurs. Il se lie, durant ces années, au jeune marquis d'Albert, éduqué au château de Vaumurier par Claude Lancelot, son précepteur.
Ces périodes troublées sont pour Jean un temps d'études très fécond. Des années 1655 et 1656 sont en effet conservées plusieurs livres annotés de sa plume, et de nombreux cahiers d'extraits. L'élève lit totalement ces ouvrages (pratique spécifique à Port-Royal, les collèges privilégiant la lecture d'extrait), et les annote très précisément. Les cahiers consistent en des recueils d'extraits, de citations, relevés soigneusement par Racine lui-même comme maximes. Se plongeant intensivement dans les auteurs grecs (probablement sous l'influence de Claude Lancelot, qui s'occupe du garçon en l'absence d'Antoine le Maistre, et qui est dans le même temps rédige et publie coup sur coup la Nouvelle méthode de langue grecque en 1655 et le Jardin des racines grecques en 1657), il lit Homère, Sophocle, Euripide. D'après plusieurs biographes, Racine, charmé par ces lectures, se retire les jours durant dans les bois entourant l'étang de Port-Royal, et apprend par cœur ces ouvrages. Une autre anecdote sur sa lecture des Éthiopiques d'Héliodore, probablement fondée, est relatée par Valincour : « Il trouva moyen d'avoir le Roman de Théagène et Chariclée en grec : le Sacristain [Claude Lancelot] lui prit ce livre, et le jeta au feu. Huit jours après, Racine en eut un autre, qui éprouva le même traitement. Il en acheta un troisième, et l'apprit par cœur, après quoi il l'offrit au Sacristain, pour le brûler comme les deux autres ». Le trait montre encore que le jeune Racine ne suit pas la perspective morale de ses maîtres. Loin de ne lire les œuvres de fictions que pour en souligner la vanité et s'en détacher, il semble prendre un plaisir réel à leurs lectures, sans hésiter à braver les interdits. Il a également été remarqué que la versification des tragédies raciniennes s'inspire de celle des ouvrages lus en 1655 et 1656, au point que certains des vers des premières évoquent des extraits des seconds, en particulier de l'Institution oratoire de Quintilien. L'inclination du garçon pour la versification s'exprime encore par l'écriture de six odes sur l'abbaye, parfois appelées les Promenades de Port-Royal , et d'une élégie latine, quoique l'exercice soit vraisemblablement imposé, et très inspiré par ses récentes lectures de Virgile et d'Horace. Il rend encore une traduction de plusieurs hymnes du Bréviaire romain, qui sera plus tard reprise dans l'édition du Bréviaire par Nicolas Letourneux en 1687.
Ces lectures et ces notes ne sont pas désintéressées et trahissent un souci professionnel : Jean montre une préoccupation indéniable pour la pratique judiciaire, et semble vouloir, ou être poussé à, devenir avocat. Antoine Le Maistre, en particulier, semble destiner le jeune homme à une carrière judiciaire. Probablement pour permettre cette orientation, Racine est envoyé, pour sa classe de philosophie, en collège régulier ; à la fin de l'été 1657, il quitte Port-Royal pour rejoindre le collège d'Harcourt à Paris. Plusieurs des Messieurs de Port-Royal sont issus de ce collège, qui a encore pour proviseur un proche de l'abbaye, Thomas Fortin. À Paris, Jean loge d'abord chez Claude Des Moulins-Vitart, sœur de sa grand-mère Marie Des Moulins. À une date inconnue, vraisemblablement en 1658, il est accueilli par son cousin Nicolas Vitart dans ses appartements à l'hôtel de Luynes, à l'angle du quai des Grands-Augustins et de la rue Gît-le-Cœur, où Nicolas est intendant. Jean jouit d'une liberté nouvelle, et fait expérience des spectacles urbains qui accompagnent les actions du jeune et nouveau roi, Louis XIV. Au début de l'année 1658, Racine envoie une lettre à Arnauld d'Andilly, narrant et moquant un catéchisme jésuite anti-janséniste à Saint-Louis. La lettre, écrite dans le style des Provinciales, a parfois été considérée comme la première tentative littéraire de Racine, ou son accession à la « majorité intellectuelle », mais il s'agit bien plutôt d'un billet circonstanciel visant à plaire aux anciens maîtres du collégien. S'il a parfois été déduit que Jean n'a que peu de goût pour ces études de philosophie, les préoccupations du jeune homme durant les deux années qu'il passe à Paris sont largement inconnues, faute de sources. La correspondance de ces années est perdue. Le passage de Racine du monde austère de Port-Royal à la vie mondaine parisienne, est aussi largement mystérieux.

### La carrière des lettres (1659-1666)
Jean Racine apparaît dès son jeune âge comme un jeune homme cherchant à faire carrière dans les lettres, contredisant en cela une tradition humaniste réservant à l'écriture la gratuité et le désintérêt de l'otium.

#### Premières ambitions littéraires

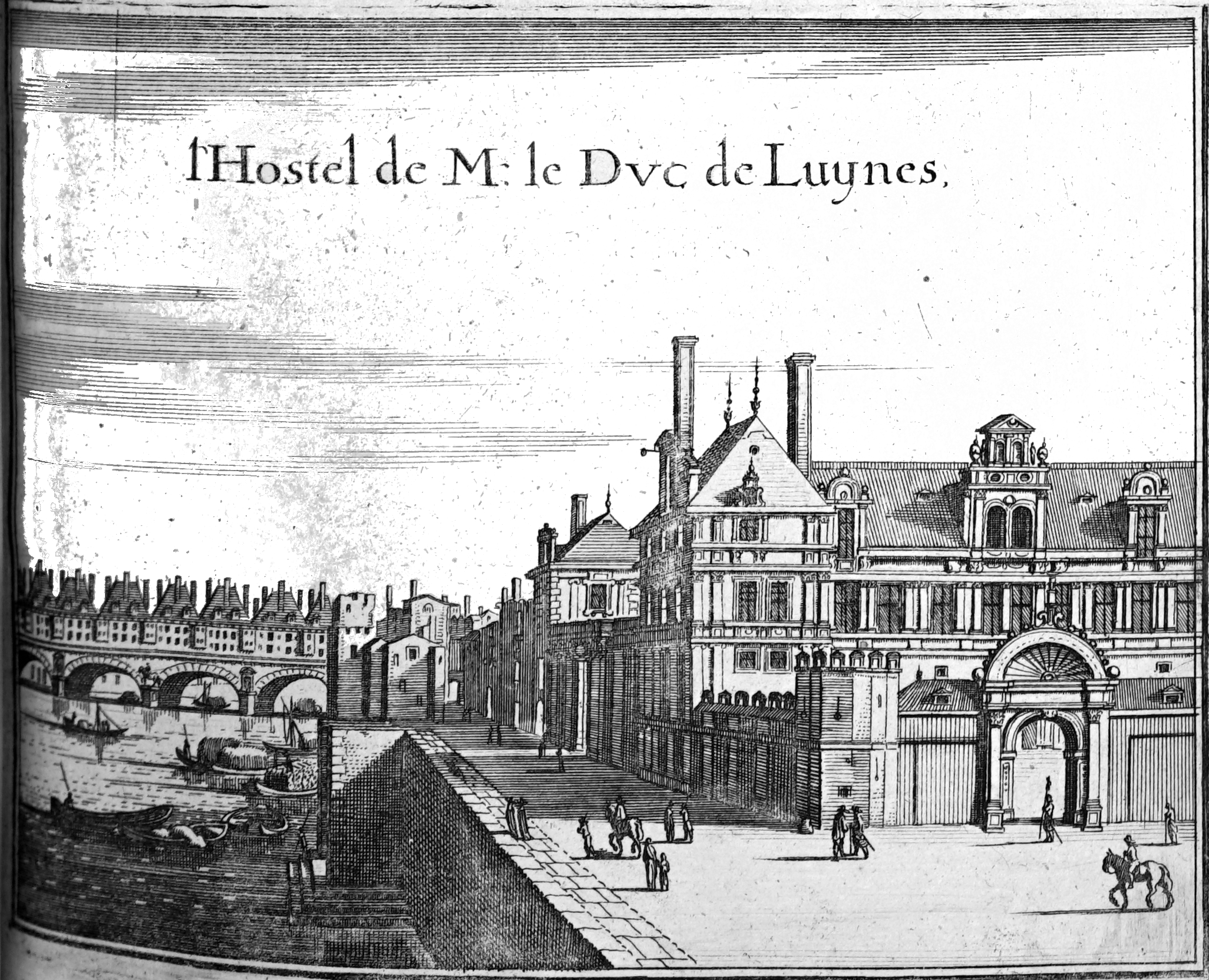
L'hôtel de Luynes, quai des Grands-Augustins, où habite Racine à partir de 1658 ou 1659.

À sa sortie du collège d'Harcourt en 1659, le futur de Jean Racine est incertain. Le jeune homme, qui perd en novembre 1658 son protecteur Antoine Le Maistre, ne semble pas vouloir poursuivre les études de droit que celui-ci lui destinait, ni retourner à la Ferté-Milon. Les deux carrières auraient supposé de s'éloigner de Paris, et Jean paraît avoir pour seul projet de s'établir dans la capitale. Recueilli là par son cousin Nicolas Vitart, il devient son commis à l'hôtel de Luynes, emploi usuel des jeunes bourgeois arrivant en ville. La maison des Vitart étant modeste, le temps du jeune homme doit être relativement libre. S'il aide le duc de Luynes à s'installer dans un hôtel particulier de la rue du Bac en 1661, il admet être désœuvré et commence alors à écrire des vers.
Libre, Racine entre également dans la vie mondaine. Il fréquente à partir de 1659 le petit salon que réunit le couple Vitart, mimant modestement ceux de l'hôtel de Rambouillet et de Madeleine de Scudéry. Il apprend là les normes de la conversation galante, dans laquelle il acquiert vite une belle réputation. Il compose pour ces réunions mondaines de nombreuses chansons, madrigaux, épigrammes, selon la mode de l'époque influencée par la poésie de Vincent Voiture. Ces vers servent moins à faire œuvre de poète que de se fondre dans les codes de la sociabilité des salons et à passer pour un esprit fin. Ils suscitent vite l'admiration de son cousin Nicolas Vitart, de l'abbé Le Vasseur, enfin de tout le cercle Vitart. Aidé de cet appui, Racine doit se sentir légitime à s'essayer plus sérieusement à la poésie et à se frayer une place dans les lettres parisiennes.

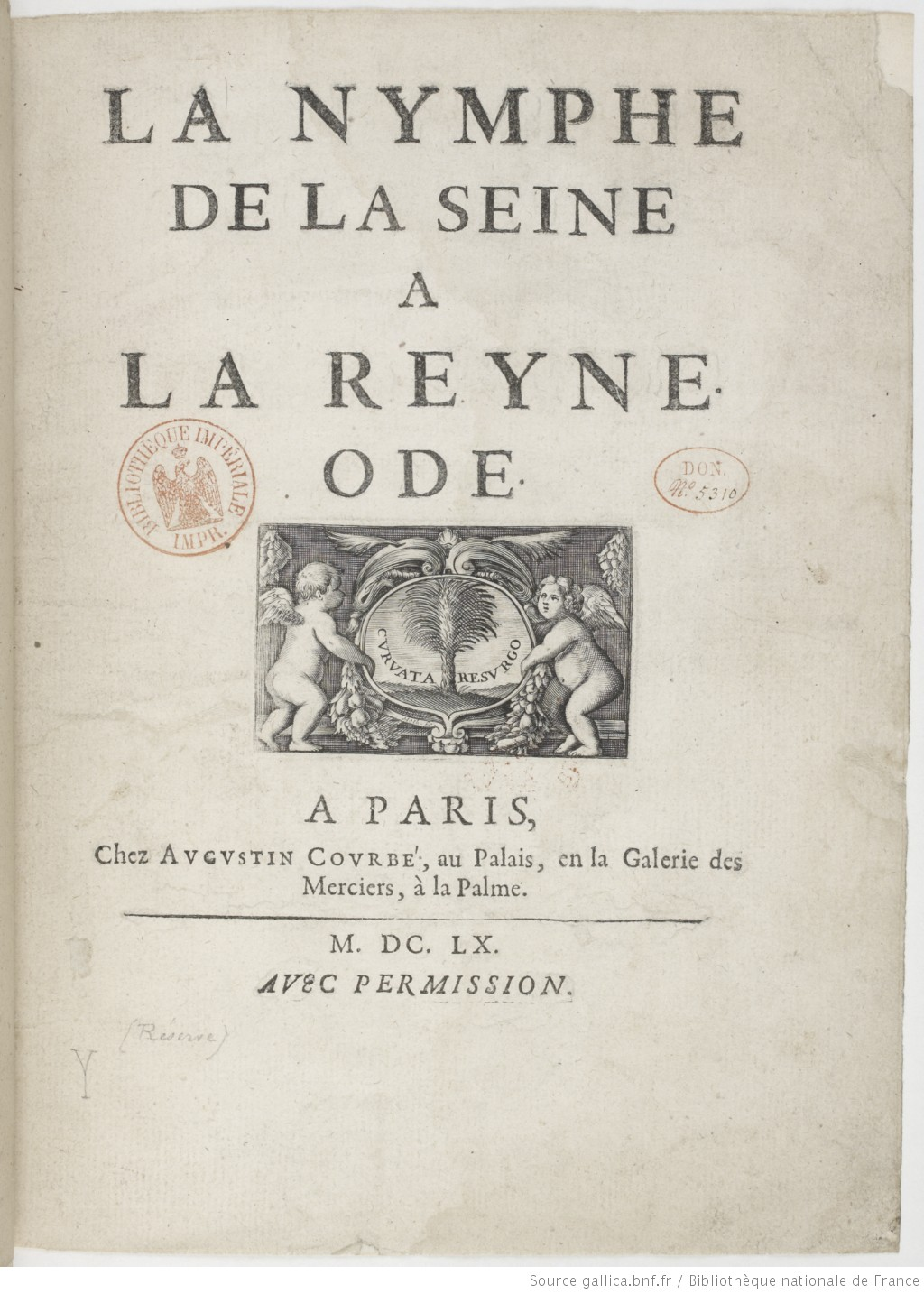
Frontispice de la Nymphe de la Reine à la Seyne, première publication de Racine en 1660.

À la fin de l'année 1659 et au cours de l'année 1660, le jeune homme semble prendre pour projet sérieux de consacrer son temps à l'écriture et donne coup sur coup, entre d'autres vers galants, un sonnet politique, une pièce de théâtre, une ode sur le mariage du roi. En novembre 1659, à vingt ans, Jean Racine cherche à attirer les faveurs de Mazarin, en écrivant un sonnet, aujourd'hui perdu, célébrant la paix des Pyrénées. S'introduisant dans la vie mondaine littéraire, il s'agit pour le jeune Jean de se montrer et de se faire reconnaître comme « poète » en s'essayant au genre de la poésie d'éloge le plus noble, l'ode. Au cours de l'année 1660, il compose une pièce de théâtre, Amasie, et la présente, en vain, à l'une des trois troupes professionnelles de Paris, le théâtre du Marais,). En mai 1660, il compose un sonnet célébrant la naissance du premier enfant du couple Vitart. Ces premiers essais d'écriture mondaine provoquent la colère de sa famille et de ses anciens maîtres de Port-Royal.
En septembre 1660, il soumet à Jean Chapelain, par l'intermédiaire de son cousin et hôte Nicolas Vitart, un long poème encomiastique à l'occasion du mariage de Louis XIV et de Marie-Thérèse d'Autriche. Chapelain, figure majeure de l'Académie française et pivot de la vie littéraire française, fournit à Racine le premier succès de sa jeune carrière et l'introduit véritablement dans la vie des lettres, en corrigeant et soutenant l'ode. Vitart présente encore le texte à Charles Perrault, autre figure influente de la vie littéraire de Paris, qui apporte également ses corrections. Racine se montre d'une grande docilité, en même temps que d'une grande maîtrise des normes poétiques, à l'égard des corrections suggérées par Chapelain et Perrault. L'ode, la Nymphe de la Seine à la Reyne, devient la première publication de Racine, qui finance lui-même son impression, en épuisant sa maigre fortune et en empruntant à Nicolas Vitart. Le poème de deux cent cinquante vers constitue un éloge conventionnel sur l'actualité, prenant pour objet l'entrée de la reine à Paris, décrite par le biais de topiques mythologiques. Il est avant tout un exercice convenu du genre encomiastique : Racine se place alors, jeune auteur, dans la plus grande conformité aux normes littéraires du temps, reprenant la structure et le ton d'un modèle du lyrisme officiel, À la Reine sur sa bienvenue en France de Malherbe. La seule originalité de Racine est dans cette ode d'avoir substitué aux traditionnels dizains d'octosyllabes des quatrains d'alexandrins au rythme plus souple, inspirés par la poésie galante. Si le poème ne trouve pas de succès politique, il lui permet de s'affirmer en société comme « poète » et d'entrer dans la norme de la vie littéraire de Paris.
Après ce premier succès, Jean Racine projette en 1661 l'écriture d'une deuxième pièce de théâtre, ayant pour héros Ovide. Si la pièce n'est jamais achevée, son projet permet de voir l'organisation du travail du dramaturge, qu'il conservera par la suite pour ses autres pièces. Racine commence par établir un plan très précis du déroulement de l'intrigue, puis demande l'avis de comédiens. On ignore ce qu'il advient de cette pièce, manifestement abandonnée par son auteur. Seulement sait-on que la troupe de l'hôtel de Bourgogne, pour laquelle elle était écrite, fait finalement appel à Gabriel Gilbert, qui rédige Les Amours d'Ovide, pièce créée en juin 1663. Il entame également en 1661 une vaste composition poétique, Les Bains de Vénus, qu'il ne peut achever, victime d'une épidémie de fièvre.
Ces compositions galantes montrent que Racine s'est déjà éloigné de la morale de Port-Royal. Alors même que l'abbaye vit au cours de l'année 1661 les débuts des « grandes persécutions » visant à forcer les religieux à signer le Formulaire, l'ancien élève semble indifférent, voire ironique, à l'égard des malheurs de son ancienne institution. Jean Racine est alors porté vers les plaisirs du monde desquels son maître Antoine le Maistre avait tenté de le détourner. En 1660 et 1661, il fréquente quotidiennement Jean de La Fontaine, autre milonais, qu'il accompagne dans les cabarets parisiens.

#### L'échec d'une carrière ecclésiastique
En cherchant une carrière littéraire et mondaine en l'absence de soutiens familiaux, Racine se ruine et se couvre de dettes. Il est poussé à trouver un revenu stable, et, ayant abandonné les études de droit, cherche un bénéfice ecclésiastique, par nécessité et avec réticence, craignant de se voir obligé à accepter la prêtrise. Son oncle Antoine Sconin, propriétaire de deux bénéfices (l'un en Anjou, l'autre en Languedoc), se dispose à résigner dans le futur l'un d'eux au profit de son neveu. Ou bien par souci de guérir sa maladie par un changement d'air, ou bien par besoin financier immédiat, Racine quitte Paris, et arrive à Uzès le 8 novembre 1661, après quinze jours de voyage. Il s'installe au château de Saint-Maximin, rénové en somptueuse demeure par le Père Sconin. Là, « exilé » des cénacles parisiens, il maintient un lien avec la vie littéraire en entamant une vive correspondance avec le salon Vitart, l'abbé le Vasseur, et surtout Jean de la Fontaine. Dans ses lettres, marquées d'un signe de croix en-tête, à la manière des gens d'Église, Racine s'essaie à la versification galante, gardant ainsi un nom et une existence de poète, à distance, dans les petits cercles parisiens.
L'octroi d'un bénéfice ecclésiastique s'avère vite difficile. Dès l'arrivée du jeune homme, Antoine Sconin lui promet un bénéfice, très rémunérateur, dépendant du chapitre de la cathédrale d'Uzès, dès qu'un bénéfice viendrait à vaquer. Pour cet octroi qui nécessite la prêtrise, Racine commence à étudier la théologie. Mais il tarde à recevoir le « démissoire » nécessaire à l'ordination, et, entretemps, le Père Sconin perd le pouvoir de nomination qu'il exerçait jusqu'alors au chapitre. Sans autre soutien, le jeune homme perd tout espoir de profiter dans l'évêché d'un bénéfice important. Il tente d'obtenir, par l'intermédiaire de l'abbé le Vasseur, un bénéfice à Oulchy, dans le diocèse de Soissons, également en vain. Il prétend enfin au deuxième bénéfice de son oncle Sconin, en Anjou ; l'espoir de sa possession s'enlise dans une longue procédure judiciaire. Si le Père Sconin tente de le faire prêtre pour accepter le bénéfice d'une petite chapelle, Racine refuse, ne souhaitant pas rester en Languedoc à si faible prix.
Devant l'impasse de la situation, le jeune homme se consacre à l'étude. Il étudie la théologie auprès de son oncle qui, strictement opposé au jansénisme, lui fait lire Thomas d'Aquin et doit certainement le pousser à s'éloigner des interprétations port-royalienne. Racine profite de ce repos forcé pour se plonger dans la lecture. De cette solitude studieuse, deux cahiers ont été conservés, qui montrent l'application du poète à annoter avec admiration les vers des Olympiques de Pindare et de l'Odyssée d'Homère, selon la méthode juridique acquise à Port-Royal. Le jeune homme se lamente toutefois dans ses lettres de l'échec de ses affaires et de sa solitude.

#### Retour à Paris: devenir écrivain
Déçu de l'échec de ses affaires en Languedoc, Racine revient à Paris au printemps 1663. Il s'installe de nouveau chez Nicolas Vitart, dans le nouvel hôtel de Luynes, rue de la Butte. Il fréquente à cette période, probablement en quête de quelque emploi, les réunions de l'hôtel de Liancourt, rue de Seine, qui réunissent des jansénistes modérés. Là, il côtoie Amable de Bourzeis et Jean Chapelain, alors responsables de la nouvelle politique de mécénat royal initiée par Colbert. Selon toute vraisemblance, Racine cherche par ce biais à se faire inscrire sur la liste des bénéficiaires des gratifications royales.
L'actualité donne au poète les moyens de se faire remarquer de Chapelain ; en mai 1663, Louis XIV contracte une rougeole suscitant l'inquiétude populaire, avant de guérir au début du mois de juin. Pour célébrer cette convalescence, Racine écrit en moins de quinze jours une ode encomiastique de plus de cent vers. Comme la Nymphe de la Seine à la Reine, l'Ode sur la convalescence du roi est fortement inspirée des odes de Malherbe, canons de la poésie officielle. Elle montre encore une vive capacité et une grande rapidité d'adaptation des codes poétiques à un contexte et un but précis. Ce dernier est absolument atteint : publiée en juin, l'ode comble Chapelain qui l'ajoute en juillet à la liste des premiers bénéficiaires. Racine reçoit de la monarchie une confortable pension annuelle de 600 livres.
Le jeune poète, désormais reconnu par le pouvoir, compose en remerciement de sa pension un long poème louant le mécénat royal, La Renommée aux Muses. Publiée en octobre 1663, l'œuvre reçoit les louanges du duc de Saint-Aignan, pair de France, proche du roi, amateur de poésie, qui devient son protecteur. Racine fait ainsi son entrée à la Cour, assistant pour la première fois à la fin de l'année 1663 au lever du roi, durant lequel il rencontre Molière.
Grâce aux gratifications, Racine trouve dans l'écriture un moyen de faire carrière, tout du moins d'augmenter un peu sa richesse, plutôt que de chercher un autre emploi. Pour assurer sa place dans la vie littéraire, il entreprend à la fin de l'année 1663 la création d'une nouvelle pièce de théâtre, composée probablement quelque temps auparavant. Le théâtre est alors pour un jeune écrivain, le genre le plus séduisant, un succès y permettant de belles et rapides carrières. Les biographes ont longtemps suggéré que le poète avait bénéficié de l'aide de Molière dans la rédaction de cette pièce, mais il n'existe aucune trace d'une quelconque implication du second ; Racine compose et rédige sa tragédie bien avant de côtoyer Molière. En outre, il est très probable que le jeune poète ne souhaite pas initialement confier sa tragédie à la troupe de Molière, dont la réputation est alors essentiellement fondée sur les représentations comiques, mais à la troupe tragique par excellence à Paris, celle de l'hôtel de Bourgogne. La pièce de Racine est même explicitement annoncée au programme de l'hôtel de Bourgogne. Un événement change brutalement cette organisation : en mai 1664, le Tartuffe de Molière, créée le 12 mai 1664 pour les Plaisirs de l'île enchantée (auxquels Racine a probablement participé), est le même jour interdite de représentation par le roi. Le théâtre du Palais-Royal, perdant ainsi une création très attendue, cherche en urgence une pièce nouvelle pour ces représentations, prévues depuis de nombreux mois et rendues nécessaires par les obligations qu'il avait prises auprès des acteurs. Molière pense à se tourner vers le jeune Racine, rencontré quelques mois plus tôt et dont la pièce attend création à l'hôtel de Bourgogne. Dans ces circonstances imprévues, les deux hommes passent un accord accordant à Molière la représentation pour le mois suivant. Racine commence ainsi une carrière dramatique.

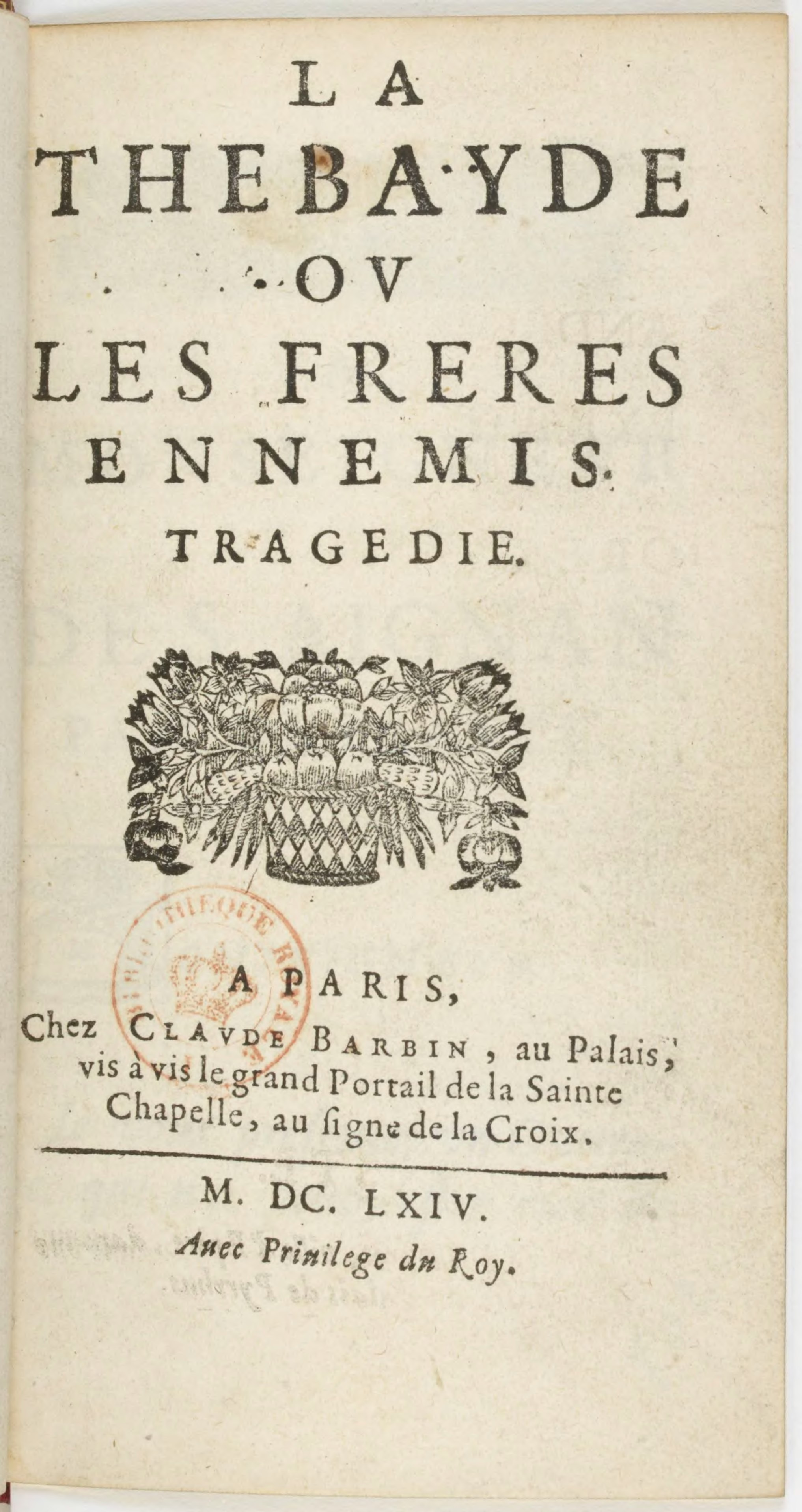
Frontispice de l'édition originale de la Thébaïde, publiée le 30 octobre 1664.

La pièce, la Thébaïde, est créée au Palais-Royal, par la troupe de Molière, le 20 juin 1664. Son sujet s'inscrit dans une tradition tragique dense ; inspiré de l'Antigone de Sophocle, des Phéniciennes d'Euripide, de la Thébaïde de Stace traduite par Michel de Marolle en 1658, et surtout de l'Antigone de Rotrou, il évoque la lutte et la mort des deux fils d'Œdipe, Étéocle et Polynice, ainsi que la mort de leur sœur Antigone. Corneille avait en outre, cinq ans plus tôt, recueilli un grand succès en créant sa pièce Œdipe, inspirée de la plus célèbre tragédie de Sophocle. Choisir le combat fratricide des deux fils d'Œdipe, sujet euripidien dont les événements succèdent en chronologie à ceux de la pièce de Corneille, a ainsi l'avantage pour Racine d'attirer l'attention du public. Si l'organisation de la pièce semble être tôt posée, sa versification dure toute la seconde moitié de l'année 1663, et profite, acte par acte, des avis et corrections des comédiens de l'hôtel de Bourgogne. L'originalité de Racine relève dans le fait d'abandonner la profusion d'action (qui caractérise encore la pièce de Rotrou) pour concentrer sa tragédie en un enjeu unique, et de ne se fonder que sur Euripide, quand de nombreux dramaturges préfèrent alors mêler plusieurs sources antiques. L'enjeu de la pièce est essentiellement politique, ne montrant pour amour que celui d'Antigone et de Hémon : ce trait a parfois poussé les critiques à distinguer par téléologie la Thébaïde du reste de l'œuvre racinienne.
La pièce n'obtient qu'un succès médiocre. Molière ne parvient à maintenir la pièce au programme qu'en joignant à sa représentation celle de farces à succès la deuxième semaine, puis celle de Sganarelle ; il parvient toutefois à la faire représenter au roi et à la cour à Fontainebleau en juillet 1664, et en août à Monsieur. Le sujet déplait à un public habitué à des tragédies moins violentes, ce d'autant plus que la pièce remplace malaisément une comédie très attendue, durant la saison estivale usuellement consacrée aux pièces comiques. La représentation a au moins l'effet d'introduire au monde dramatique le nom de Racine, et de fournir à celui-ci quelques revenus. La Thébaïde est publiée le 30 octobre 1664 chez le libraire Claude Barbin, accompagnée d'une dédicace au duc de Saint-Aignan, protecteur du jeune dramaturge. Racine a probablement vendu son manuscrit pour une centaine de livres à Barbin, et a reçu 348 livres de parts des représentations au Palais-Royal ; il reçoit en outre sa pension royale de 600 livres le 22 août 1664. Sans atteindre la richesse, le dramaturge trouve enfin là le moyen de rembourser quelques dettes et de vivre confortablement.
Molière rejoue la Thébaïde au cours de l'année 1665, sans doute pour faire connaître le nom de Racine, quand celui-ci s'apprête à créer une deuxième pièce. À cette période, Racine compose également quelques épigrammes qui paraissent dans un pamphlet janséniste de Jean Barbier d'Aucour : il n'a donc pas, en 1664, tout à fait rompu avec Port-Royal, s'intéresse de près aux violentes persécutions dont est alors victime le monastère et prend même position contre la signature du formulaire.

#### La carrière du théâtre:Alexandre le Grand(1665)
Si les sources manquent pour décrire les préoccupations de Racine en 1664 et 1665, il semble que le poète ait durant cette période décidé d'être dramaturge plutôt que polygraphe,. Au début de l'année, il entreprend la rédaction d'une nouvelle pièce, qu'il lit dans le salon le plus prestigieux de la capitale, celui de l'hôtel de Nevers,. Une anecdote vraisemblable assure que Racine va également soumettre sa pièce à Corneille, qui loue ses qualités poétiques, mais critique sa composition tragique. Ces lectures permettent au jeune homme d'éviter l'urgence et l'incongruité de la préparation de la Thébaïde. La pièce est minutieusement élaborée, corrigée à la faveur des avis, pour plaire au public et séduire le pouvoir. Par la gratification d'une pension, Racine est encouragé par la monarchie à participer à l'effort d'écriture de la légende royale, et l'échec de la Thébaïde lui a du reste exposé la difficulté des sujets purement tragiques. Il choisit donc de consacrer sa pièce à la vie d'Alexandre le Grand, sujet rendu populaire par plusieurs pièces, dont Porus ou la générosité d'Alexandre de Claude Boyer, et permettant un parallèle clair avec l'actualité du pouvoir royal. Alexandre, prince vertueux, est souvent présenté comme un exemple de largesse ; la reprise de ce topos permet de faire référence au traité des Pyrénées, comme un acte de bienveillance d'un monarque généreux envers les vaincus. Faisant cela, Racine s'inscrit dans la célébration officielle du pouvoir, présentant depuis plusieurs années Louis XIV comme un nouvel Alexandre,, et en fondant l'intrigue sur la rencontre d'un roi vaincu (Poros) et du roi macédonien, il fait probablement référence à un tableau de Charles le Brun ayant connu une large diffusion comme représentation royale, les Reines de Perse aux pieds d'Alexandre.
Utilisant pour principale source Quinte-Curce, Racine organise sa pièce sur le modèle des tragédies cornéliennes, en plaçant son sujet principal, la clémence d'Alexandre envers Porus, en dénouement inattendu de l'intrigue dans le dernier acte. L'originalité de Racine à l'égard de ce sujet traditionnel est de construire en amont du dénouement une tension entre les deux rois, en exagérant les événements narrés par Quinte-Curce ou en inventant d'autres. Il introduit notamment une intrigue amoureuse et une reine, Axiane, totalement étrangères au récit historique,. En cela, il mêle l'héroïsme épique du théâtre politique avec la galanterie des poèmes de salons, et laisse dans l'indétermination l'enjeu de la pièce, en ce que l'expression de la largesse politique d'Alexandre, posé explicitement comme sujet principal, tend à s'effacer derrière les discours amoureux.
Achevée au printemps, la pièce Alexandre le Grand est créée au théâtre du Palais-Royal le 4 décembre 1665. Racine et Molière attendent le cœur de l'hiver, saison de représentation des tragédies, malgré l'interdiction officieuse de Dom Juan en avril, qui aurait pu être remplacée par Alexandre : ils cherchent ainsi à éviter l'échec de la Thébaïde, un an plus tôt. Le 4 décembre, La Grange joue Alexandre, Armande Béjart Cléofile, La Thorilliere Poros, Mlle Du Parc Axiane, Du Croisy Ephestion et André Hubert Taxile ; dans la salle sont présents Philippe d'Orléans, Henriette d'Angleterre, le Grand Condé, le fils de celui-ci, la Princesse Palatine, et de nombreux seigneurs de la Cour. La pièce remporte un vif succès : elle rapporte à la première représentation 1294 livres, soit trois fois plus que la Thébaïde, et fait salle comble pour les quatre représentations de la première semaine,.
Alexandre le Grand fait vite l'objet d'une vive controverse parmi les théâtres parisiens. Au vu du succès des quatre premières représentations, les comédiens de l'hôtel de Bourgogne choisissent de représenter la pièce devant le roi et toute la Cour le 14 décembre, avec Floridor dans le rôle principal et Montfleury dans celui de Poros. Dès le 18 décembre, la pièce est jouée au public, comme une création, à l'hôtel de Bourgogne, suscitant la colère de Molière et de la troupe du Palais-Royal,. Le fait est inédit : le système théâtral parisien donne d'ordinaire à une seule troupe, contre rétribution à l'auteur d'une part du bénéfice des représentations, l'exclusivité d'une pièce avant son impression. Dans le cas d'Alexandre, la même pièce se voit jouée au même moment, avant son impression, par deux troupes rivales, le public se pressant à l'hôtel de Bourgogne, réputée pour ses pièces tragiques, aux dépens du Palais-Royal, qui voit ses revenus s'effondrer. Les comédiens de Molière parlent vite d'un « complot » de Racine, d'autant plus gravement accusé que le Palais-Royal s'enlise à cause de cette affaire dans une situation financière inquiétante, et que Molière tombe gravement malade. Si le Palais-Royal confisque en représailles la part des bénéfices prévue pour Racine, celui-ci gagne environ 2000 livres du revenu des quinze représentation d'Alexandre le Grand à l'hôtel de Bourgogne.

Mention de la création d'Alexandre le Grand, des revenus des représentations, puis du « complot » de Racine dans le registre de La Grange

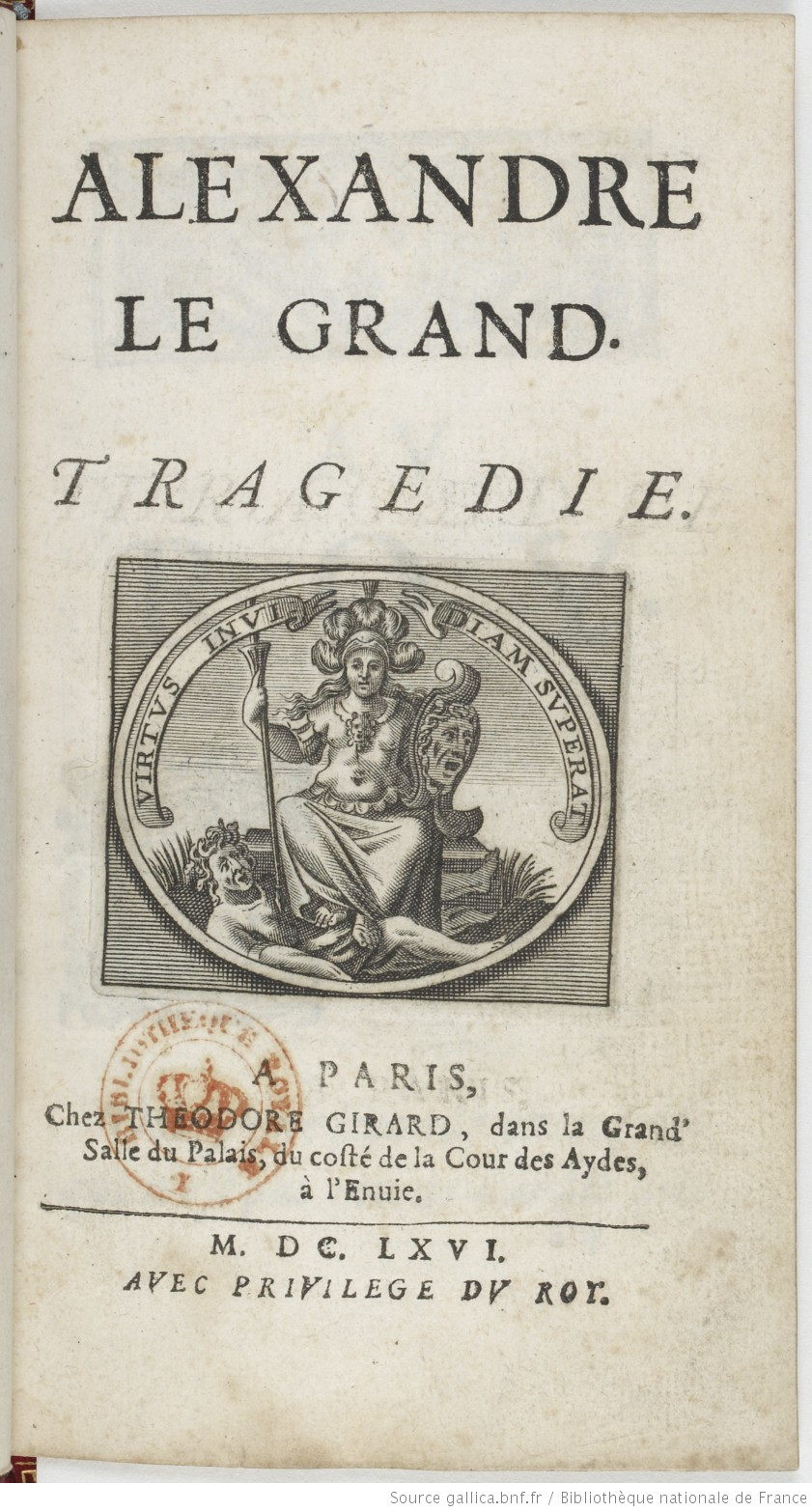
Frontispice de la première édition dAlexandre le Grand, premier succès tragique de Racine.

L'« affaire » d'Alexandre a souvent été comprise par les biographes, suivant en cela la remarque de La Grange (d'autant plus froissé qu'il touchait dans le personnage d'Alexandre le plus grand rôle de sa carrière), comme une trahison de Racine, qui aurait joué de duplicité pour augmenter sa fortune et accroître sa notoriété. Il est toutefois très invraisemblable que le poète soit lui-même à l'origine de l'affaire. Il aurait été très dangereux et imprudent, pour un jeune auteur, d'offenser si ouvertement et si violemment Molière, l'homme de théâtre le plus reconnu du royaume. D'autre part, si Racine avait lui-même fourni sa pièce à l'hôtel de Bourgogne, Molière, dont la troupe avait été quelques mois plus tôt placée sous la protection du roi, aurait certainement recouru à la justice royale et réclamé à l'auteur de très lourdes réparations, comme il le fit effectivement dans plusieurs autres querelles. Or Molière ne formule aucune plainte dans le cas d'Alexandre, restant parfaitement silencieux, ainsi que ses proches, comme Boileau. L'hypothèse la plus vraisemblable pour expliquer cette situation inédite, est que, considérant le succès de la pièce au Palais-Royal la semaine de sa création, le roi ait ordonné d'en donner représentation durant la fête qu'il donne le 14 décembre. Dans le même temps la mauvaise réputation de la troupe du Palais-Royal en matière de déclamation tragique, dont les pièces de Racine passent pour de grandes victimes, a probablement poussé le roi à inviter la troupe de l'hôtel de Bourgogne, contre l'usage. Ni Molière, ni ses comédiens, ni ses proches, n'ont pu publiquement contester une décision émanant du roi.
La querelle d'Alexandre le Grand aboutit à la brouille définitive de Molière et de Racine. Elle se place plus largement au centre de l'évolution de la diction théâtrale, la troupe de Molière se rendant célèbre par l'abandon de la déclamation traditionnelle au profit du sens, tandis que les représentations tragiques privilégient la musicalité poétique de l'alexandrin par sa déclamation normée et régulière. Elle participe ainsi de la séparation progressive de la représentation tragique et de la représentation comique.
Le succès des représentations dans les deux théâtres, ainsi que la querelle qu'elles suscitent, donne à la pièce une immédiate renommée. Publiée le 13 janvier 1666 augmentée d'une dédicace au roi marquant la satisfaction de celui-ci, Alexandre le Grand est un succès non seulement en France, mais dans toute la république des Lettres : elle suscite l'intérêt du cardinal de Retz à Rome, de Christine de Suède, de Saint-Évremond à la Haye. Son succès est tel que certains libraires rééditent une tragédie de Claude Boyer sur le même sujet en modifiant son titre pour la faire passer pour celle de Racine et duper les acheteurs. La pièce suscite toutefois des réserves critiques : Racine publie très rapidement sa pièce, et l'augmente d'un épître et d'une préface violentes contre ses détracteurs, dans lesquelles il met en pratique les techniques rhétoriques et polémiques apprises à Port-Royal.

#### La querelle desImaginaires(1666)
En 1666, Racine est impliqué dans une vive querelle contre ses anciens maîtres de Port-Royal. La situation du monastère est alors fragile. Les religieuses refusant de signer le formulaire sont retirées au monastère des Champs, les Solitaires exilés ou cachés. À partir de 1664, Pierre Nicole, ancien maître de Racine aux Petites écoles, commence à rédiger des Lettres sur l'Hérésie imaginaire, défendant le jansénisme contre les accusations d'hérésie. Les huit dernières de ces Lettres, publiées en décembre 1665, prennent pour cible le dramaturge et pamphlétaire anti-janséniste Jean Desmarets de Saint-Sorlin. Nicole réactive, pour disqualifier Desmarets, un topos de la pensée janséniste ; la corruption de la fiction et en particulier du théâtre, qui, même s'il paraît honnête, « empoisonne » toujours l'âme,. Qu'il prenne ces accusations personnellement, ou qu'il entende simplement défendre le genre auquel il se consacre désormais, Racine choisit de répondre violemment à son ancien maître en janvier 1666 dans une Lettre a l'auteur des Hérésies imaginaires et des deux Visionnaires. Le fait de répondre à ces attaques contre le théâtre, pourtant fréquentes au XVIIe siècle, et le ton inhabituellement brutal du texte rompent avec les usages de la vie littéraire. Non seulement le jeune poète attaque le corps de doctrine port-royaliste, mais attaque aussi ad hominem les deux figures vénérées au monastère depuis leurs morts, Angélique Arnauld et Antoine le Maistre, qui fut encore son père spirituel. Par cette publication, Racine, désormais auteur mondain, semble vouloir rompre à la fois avec le jansénisme rigoriste et le milieu social de Port-Royal, dont les membres expriment depuis plusieurs années leur réprobation de la carrière littéraire de l'ancien élève, tout en utilisant les outils rhétoriques appris au monastère,.
En 1666, Nicole réplique en éditant ses lettres et un Traité sur la comédie, en un recueil, les Imaginaires. Dans la préface, il cible directement celui qu'il réduit au rang de « jeune poète ». Racine rédige en réponse, la même année, deux autres lettres sur le même ton virulent. Son cousin Nicolas Vitart menace Port-Royal, par une lettre à Claude Lancelot, de leur publication imminente. Lancelot menace en retour Racine de faire une révélation publique, minant ainsi la carrière mondaine de Racine. Celui-ci, probablement depuis le début de l'année 1666 possède le bénéfice ecclésiastique de Sainte-Madeleine de l'Épinay en Anjou, qui appartenait auparavant à son oncle Antoine Sconin, et que celui-ci avait cherché à lui attribuer lorsqu'il avait accueilli à Uzès. Le fait de profiter d'un revenu ecclésiastique dans le même temps qu'il triomphe au théâtre fragilise sa position dans cette querelle, et peut paraître amoral à une partie de la bonne société parisienne, qui pourrait l'accuser de servir à la fois "Dieu et le diable". Devant la menace, Racine renonce à sa publication.
La querelle, et particulièrement les violents écrits de Racine, ont pour effet de réintroduire dans la vie littéraire la question de la moralité du théâtre et ranime de vifs débats. À sa suite, l'abbé d'Aubignac publie une Dissertation sur la condamnation des théâtres, et le prince de Conti un Traité de la Comédie et des Spectacles. Corneille, entraîné dans la controverse, doit justifier la moralité de son théâtre dans la préface d'Attila. Racine gagne indirectement en notoriété : non seulement il est reconnu comme l'origine du vaste mouvement critique qui agite le monde théâtral, mais sa plume polémique, mordante, ironique, est remarquée. La querelle est d'autant plus ambiguë que Racine utilise comme arme les outils rhétoriques mêmes qu'il a appris à Port-Royal à la suite des Provinciales, qu'il retourne contre le monastère et ses anciens maîtres. En répondant si durement à ces derniers, Racine brise leur domination en l'art de la polémique, et se pose, avec dureté, comme l'une des plumes acerbes de la vie littéraire. L'épisode rompt tout à fait les contacts que le dramaturge nourrissait encore avec le monastère, y compris avec sa famille,. Il a pu également parfois donner de Racine une réputation d'homme excessif et violent : Tallemant des Réaux écrit que l'« on peut tout croire de lui après avoir écrit comme il l'a fait contre Mrs de Port-Royal qui l'ont instruit gratis et qui donnaient à sa mère de quoi vivre ».

### L'homme de cour (1666-1677)
Durant la décennie qui suit le succès d'Alexandre le Grand, Racine acquiert une renommée rare, et devient par le seul travail de sa plume un homme de cour, s'immisçant au plus proche de Louis XIV. La correspondance du poète pour la période 1665-1677, qui voit créées ses pièces les plus renommées, est entièrement perdue. N'est connu pour ce temps que ce qui touche à ses pièces, sa trajectoire biographique ne pouvant qu'être très partiellement déduite.

#### Une carrière stable: fortune et notoriété

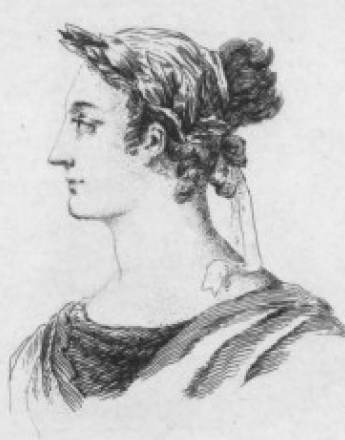
Mademoiselle du Parc, amante de Racine à partir du milieu des années 1660.

Racine acquiert après Alexandre le Grand une aisance confortable. Gratifié par la monarchie d'une pension de 800 livres en 1666, il en reçoit 2 000 des représentations d'Alexandre, environ 200 pour la vente de la pièce au libraire, probablement 1 000 du roi pour la dédicace ajoutée à l'impression. Le poète gagne ainsi une fortune ample et, surtout, stable : outre les gratifications royales, il recueille du bénéfice d'Anjou, hérité d'Antoine Sconin, entre 300 et 500 livres annuelles, soit en tout 1 300 livres fixes. Il hérite également de quelques terres à la mort de son grand-père Pierre Sconin en 1667. Dès 1666, la richesse permet à Racine de se consacrer entièrement et librement à l'écriture.
Le jeune dramaturge se lie, au milieu des années 1660, à Mademoiselle du Parc. Comédienne de la troupe de Molière au Palais-Royal, elle avait épousé René Berthelot, dit du Parc, lui aussi comédien, en 1653. Plus célèbre pour sa beauté que pour ses talents dramatiques, elle recueille les vers galants de toute la société littéraire parisienne. Veuve en 1664, elle commence à fréquenter Racine, dont elle devient la maîtresse, en 1665 à la faveur de la création d'Alexandre le Grand. Probablement par une action de Racine, Mlle du Parc quitte en 1667 la troupe de Molière, dans laquelle elle restait souvent limitée aux seconds rôles, pour celle de l'hôtel de Bourgogne.
Une longue période d'inactivité suit Alexandre le Grand : presque deux années entières séparent sa création en décembre 1665 de celle d'Andromaque en novembre 1667. L'inactivité d'un auteur au succès encore jeune, susceptible d'être oublié, est d'autant plus étonnante qu'il s'abstient tout à fait de célébrer par la plume, comme la majorité des poètes de la cour en 1667, les campagnes de la guerre de Dévolution. Si Boileau affirme que Racine "fit le rôle d'Andromaque" pour Mlle du Parc, le délai est probablement moins dû à l'amour qu'à la diffusion en 1666 de la Dissertation sur le Grand Alexandre de Saint-Évremond. Cette lettre, diffusée dans les salons dès la publication d'Alexandre est particulièrement critique de la pièce de Racine, accusé de trahir et méconnaître l'Antiquité. L'ancien élève de Port-Royal, notablement savant en grec et latin, souhaite certainement répondre à l'attaque en choisissant, composant et rédigeant avec minutie sa prochaine pièce pour satisfaire la société littéraire la plus exigeante. Le sujet d'Andromaque et du meurtre de Pyrrhus par Oreste, tiré de l'Iliade d'Homère, des Troyennes d'Euripide et de l'Énéide de Virgile, lui donne l'occasion de montrer sa maîtrise de la langue, des textes et de l'histoire grecs tout en préservant le genre galant qui avait fait le succès d'Alexandre le Grand. Le succès de la pièce est aussi préparé par de nombreuses lectures publiques dans les salons. Racine soumet notamment son texte à Henriette d'Angleterre, qui "honore de quelques larmes" sa lecture, émet à l'auteur quelque suggestion, et assure la création de la pièce à la cour plutôt qu'au théâtre, distinction rare. Ces lectures, l'approbation de Madame, la création curiale font naître une attente qui précipite le succès de la pièce.

#### «La révolution[254]»Andromaque(1667)
La création d'Andromaque en novembre 1667 marque un bouleversement dans la carrière et l'œuvre de Racine, et a été décrite comme une rupture dans l'histoire du théâtre classique,,. Dans ses deux premières pièces créées, La Thébaïde et Alexandre le Grand, Racine emprunte une conception de la tragédie héritée de Corneille. Celui-ci, dans son Discours de l'utilité et des parties du poème dramatique, en 1660, avait théorisé le rapport de la politique et de l'amour (la "galanterie") dans les tragédies, la seconde n'étant autorisée que si elle occupe un rôle second à l'héroïsme politique et est soumise à celui-ci. Pour Corneille, la primauté de l'amour relève du registre de la comédie plutôt que de la tragédie. La Thébaïde et Alexandre le Grand jouent de ce dualisme, cherchant à faire cohabiter également galanterie et enjeu politique.
La nouveauté d'Andromaque est de s'extraire du dualisme cornélien. Après le succès d'Alexandre le Grand, fondé sur son intrigue amoureuse, Racine ne peut pas négliger l'amour. ll en fait le seul moteur d'Andromaque, mais évite la simple comédie galante en allant chercher dans l'amour les passions fondamentales du théâtre tragique, que Corneille pensait réservées à l'héroïsme politique. L'enchaînement des passions amoureuses contradictoires de Pyrrhus, Andromaque, Oreste et Hermione pousse le désastre final, le meurtre de Pyrrhus par Oreste sous l'injonction d'Hermione, qui n'a pas d'autre motif que la tension des passions amoureuses. Cette "révolution" a souvent fait dire aux critiques "qu'Andromaque est la première tragédie véritablement racinienne : après une première tragédie où l'amour était dissocié du tragique et rejeté au second plan, après Alexandre où l'amour passait au premier plan et exténuait le tragique, Andromaque développe une action dans laquelle le tragique réside dans les conséquences destructrices de la passion amoureuse".

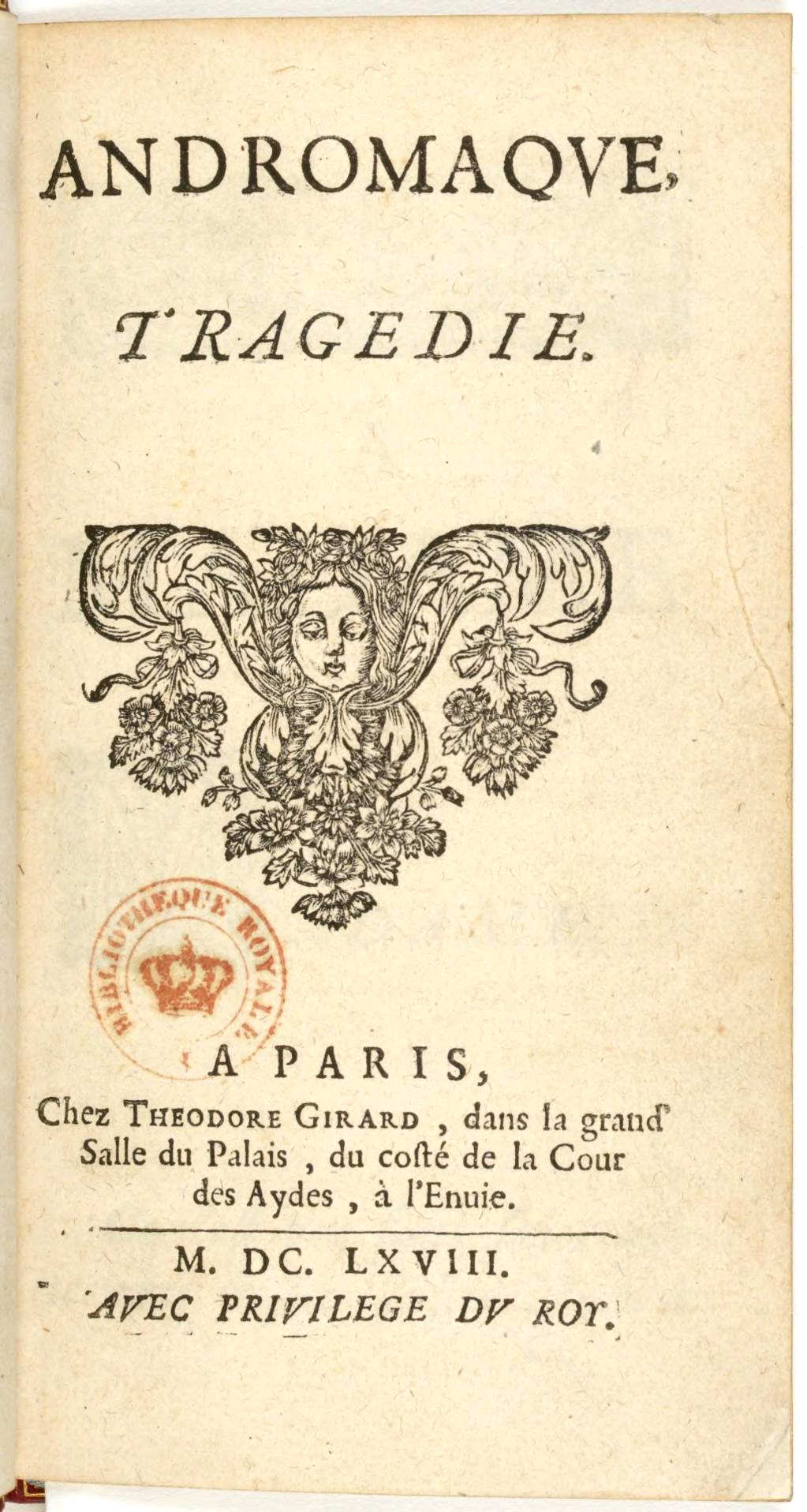
Frontispice de la première édition dAndromaque (1668)

Racine se fonde sur l'Énéide de Virgile et Andromaque d'Euripide, et assure être strictement fidèle à ceux-ci, citant pour preuve l'Énéide en épitaphe de la pièce publiée. Il renverse pourtant l'histoire des amours de Pyrrhus, d'Andromaque et d'Hermione. Dans les sources antiques, Pyrrhus est d'abord lié à Andromaque, qu'il répudie pour épouser Hermione ; Oreste le fait tuer pour enlever Hermione dont il est épris. Pour adapter l'histoire aux canons de la tragédie classique, Racine en renverse la logique pour former une chaîne amoureuse à sens unique : Oreste aime Hermione, fiancée à Pyrrhus, qui aime Andromaque, qui ne veut que protéger son fils Astyanax. L’arrivée d’Oreste à la cour marque le déclenchement d’une réaction qui, de maille en maille, va faire exploser la chaîne en la disloquant : le meurtre de Pyrrhus n'est en cela plus un simple acte de jalousie, mais un acte de délégation amoureuse d'Hermione à Oreste, trompé par son amour. Si Racine semble ainsi trahir ses modèles antiques, il adapte son sujet au goût galant de son public pour assurer sa notoriété encore jeune, en plaçant au centre du dénouement les contradictions passionnelles.
Mais si Racine s’éloigne pour l’intrigue de ses sources antiques, il calque les types de personnages sur la poésie élégiaque latine qu'il a étudiée à Port-Royal. Il s’inspire en particulier des Lettres des héroïnes d’Ovide, dont la huitième évoque les amours d’Hermione et d’Oreste. Le personnage d’Andromaque suit le type de l’ "héroïde" ovidienne, dont il peut être considéré une réécriture ou un exercice d’éthopée,. Celui d’Hermione, pareillement ovidien, s’éloigne en cela du type cornélien de la princesse tragique soumise à son devoir politique et à sa gloire. Cette conception des personnages a souvent passé pour une innovation et a pu faire dire aux critiques que Racine avait introduit dans la littérature française le naturalisme psychologique, comme représentation réaliste des passions et de l’intériorité. S’il introduit effectivement une rhétorique de "la nature toute nue" qui pose les personnages comme naturels plutôt qu’idéaux, il ne la tire pas de ses propres passions, comme ont pu le suggérer les historiens romantiques, mais des modèles littéraires qu’il cherche à égaler.
Andromaque rencontre immédiatement un succès considérable. La pièce est représentée à la cour le 18 novembre 1667, puis est donnée à Paris le lendemain. Elle reste au programme de l’hôtel de Bourgogne près de trois mois, soit une trentaine de représentations, durée et nombre rares. Mlle Du Parc joue Andromaque, Floridor Pyrrhus, Mlle Des Œillets Hermione et Montfleury Oreste,. Montfleury meurt en décembre 1667 à l'issue d'une représentation d'Andromaque, la rumeur prêtant la cause du décès à la dernière tirade d'Oreste, qu'il aurait déclamée de manière particulièrement vive.
Racine demande vite un privilège d'impression de cinq ans, qu'il obtient le 28 décembre 1667, et l'apporte au libraire Théodore Girard, qui avait déjà imprimé Alexandre le Grand. Girard, probablement d'intelligence avec l'auteur, obtient l'aide de Claude Barbin et Thomas Jolly; ils semblent ainsi chercher à publier la pièce le plus rapidement possible, en utilisant les presses de trois librairies et en commençant l'impression avant même que le privilège ne soit reçu. Cette pratique tranche avec l'usage des dramaturges, qui laissent parfois passer plusieurs mois entre la fin des représentations d'une pièce et son impression. L'ouvrage paraît vraisemblablement au milieu du mois de janvier 1668.
Cette précipitation trahit une stratégie commerciale, mais est aussi motivée par le désir de Racine de répondre à ses contradicteurs. Andromaque fait l'objet de vives critiques, notamment de la part de grands seigneurs de la Cour, dont le duc de Créqui, le comte de Colonne ou le prince de Condé, qui critiquent en la figure de Pyrrhus la faiblesse amoureuse et la violence excessive. Une version non confirmée prétend que Boileau aurait également critiqué le personnage de Pyrrhus. Racine répond d'abord par deux épigrammes qui circulent anonymement à Paris les semaines qui suivent la création d'Andromaque, insultant ad hominem d'Olonne et Créqui.
Le dramaturge adresse publiquement ses critiques dans la dédicace et la préface de la première édition de la pièce. Il y joue des hiérarchies sociales de la cour, en rappelant que le roi et la reine, arbitre du goût, apprécient tous deux ses pièces : le premier en soutenant Alexandre le Grand, la seconde en adoubant par des larmes le manuscrit d'Andromaque. Il affirme avoir été fidèle à ses modèles antiques, et s'appuie sur Aristote pour justifier la faiblesse de ces personnages : contre une conception héroïque de la tragédie, il soutient que le tragique ne peut naître que de la faute de héros imparfaits, "ni tout à fait bons, ni tout à faits méchants". Racine commence ainsi à répudier la tragédie cornélienne.
La polémique d'Andromaque est vive. Une pièce, représentée en 1668, achève de l'aviver. La Folle querelle ou la critique d'Andromaque, composée par Adrien-Thomas Perdou de Subligny et créée par Molière au Palais-Royal en mai 1668, prend précisément pour sujet la pièce Andromaque et la querelle qu'elle suscite, en ramassant l'ensemble des critiques. Il a parfois été avancé que Subligny écrit sous commande de Molière, voire que celui-ci a lui-même écrit la pièce. Auteur ou non, Molière trouve une forme de revanche sur Racine en créant la pièce avec sa troupe et quoique les recettes soient maigres, il prolonge les représentations jusqu'au mois de juillet. La Folle querelle reprend la forme des petites comédies satiriques apparues pour la querelle de l'École des femmes en 1663, qui avaient pris pour principe de placer la louange de la pièce en question dans la bouche de personnages ridicules, et la critique dans celle de personnages nobles. Les attaques portent sur la composition et la versification d'Andromaque, sur l'attitude morale des personnages, et visent à abaisser la plume de Racine en imaginant ce que Corneille aurait composé sur le même sujet. La pièce de Subligny manque toutefois largement son objectif polémique en ne rencontrant qu'un succès médiocre.
Au contraire, le fait d'opposer Racine à Corneille souligne un jugement alors ubiquiste : dès sa troisième tragédie, le très jeune auteur réussit à approcher les pièces de celui consacré par le public, la critique et le roi comme le meilleur dramaturge français. La référence à Corneille est fréquente dès les premières représentations d'Andromaque : le public, et dans celui-ci les critiques comme Saint-Évremond, voit en Racine un successeur, plutôt qu'un concurrent, à l'auteur vieillissant.
Le succès d'Andromaque apporte à Racine une fortune considérable. En 1668, dans le même temps qu'il hérite de terres de son grand-père Sconin, il reçoit de la troupe de l'hôtel de Bourgogne environ 4 500 livres. En conséquence, le dramaturge fait en mars 1668 un premier placement, en remboursant la somme de 2 800 livres due par l'un de ses proches à son cousin Nicolas Vitart et à la sœur de celui, Mme de Sacy, contre une rente annuelle de 390 livres. Pour autant, il ne dilapide pas sa jeune fortune ; son premier souci est de garantir sa sécurité financière future pour assurer sa carrière d'écrivain. Racine possède alors des revenus fixes de 1 700 livres par an.

#### Asseoir une carrière:Les Plaideurs, essai comique

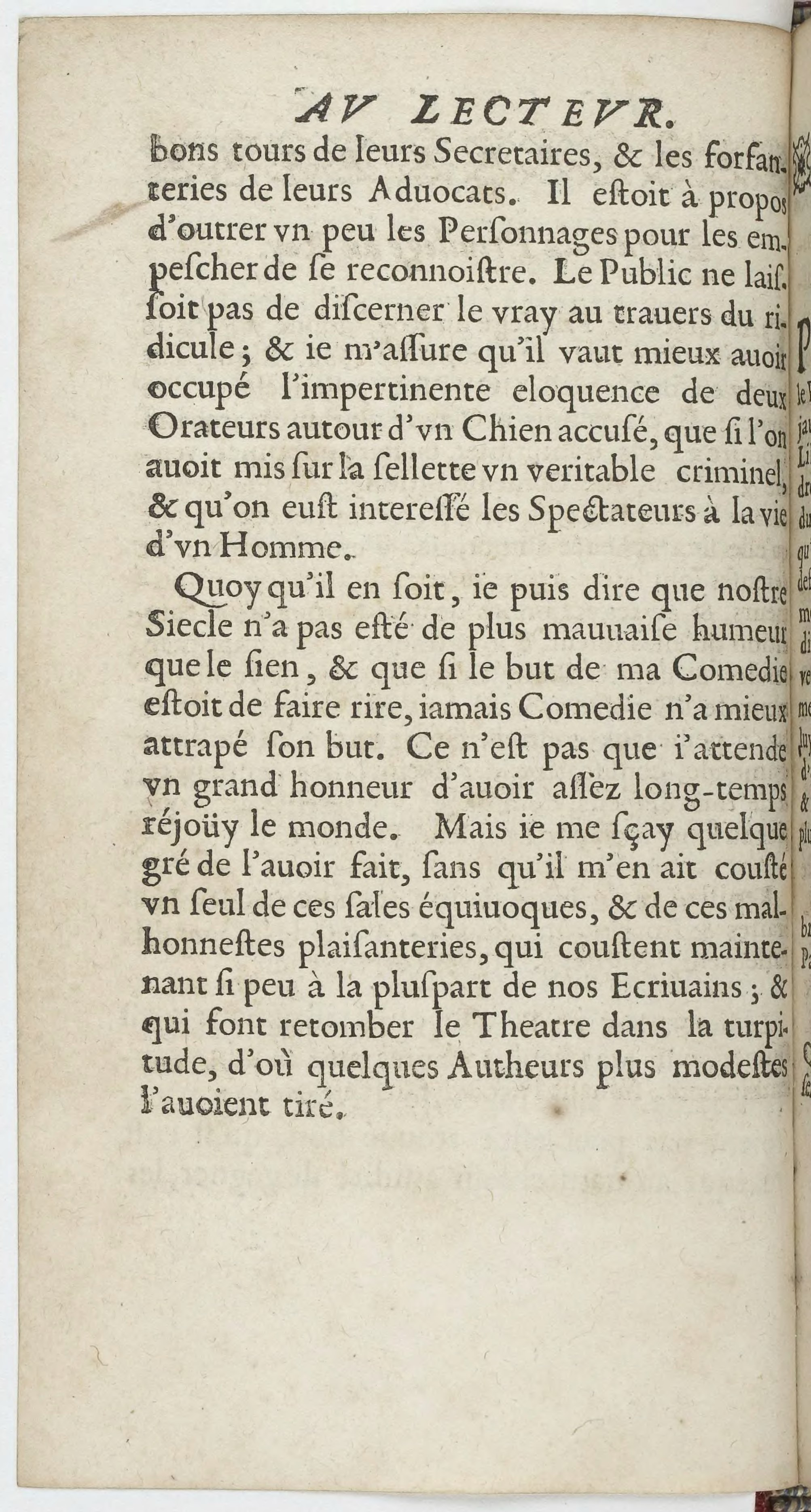
Dernier paragraphe de la préface de la première édition des Plaideurs, accusant les comédies de Molière de grivoiserie.

Cette fortune permet à Racine de consacrer du temps à l'écriture d'une nouvelle pièce. L'enjeu de l'écriture est aussi grand que la querelle d'Andromaque a été vive : le public attend avec impatience une nouvelle pièce de celui qui passe pour un nouveau Corneille,. Racine travaille dès le printemps 1668 à une tragédie, Britannicus. Avant de l'achever, il joue toutefois une autre pièce, qui a souvent passé, dans l'historiographie, pour un "accident,". Les Plaideurs constituent l'unique comédie de Racine. Son processus de composition est entièrement inconnu. Elle est créée à l'hôtel de Bourgogne, probablement la deuxième semaine de novembre 1668 ; le privilège est accordé le 5 décembre. Les représentations de cette comédie n'ont laissé que très peu de témoignages : seulement sait-on qu'elle a été jouée à Versailles à la fin de l'année. Cette lacune a nourri des légendes vives sur cette pièce, décrite comme un franc échec par les biographes des XVIIIe et XIXe siècles : il a été avancé que Racine compose les Plaideurs au cabaret avec Boileau et Furetière, ou encore que l'idée d'une comédie judiciaire lui viennent du procès dans lequel il a été engagé au sujet de son bénéfice ecclésiastique, comme une forme de sublimation par écrit d'un échec en cour de justice.

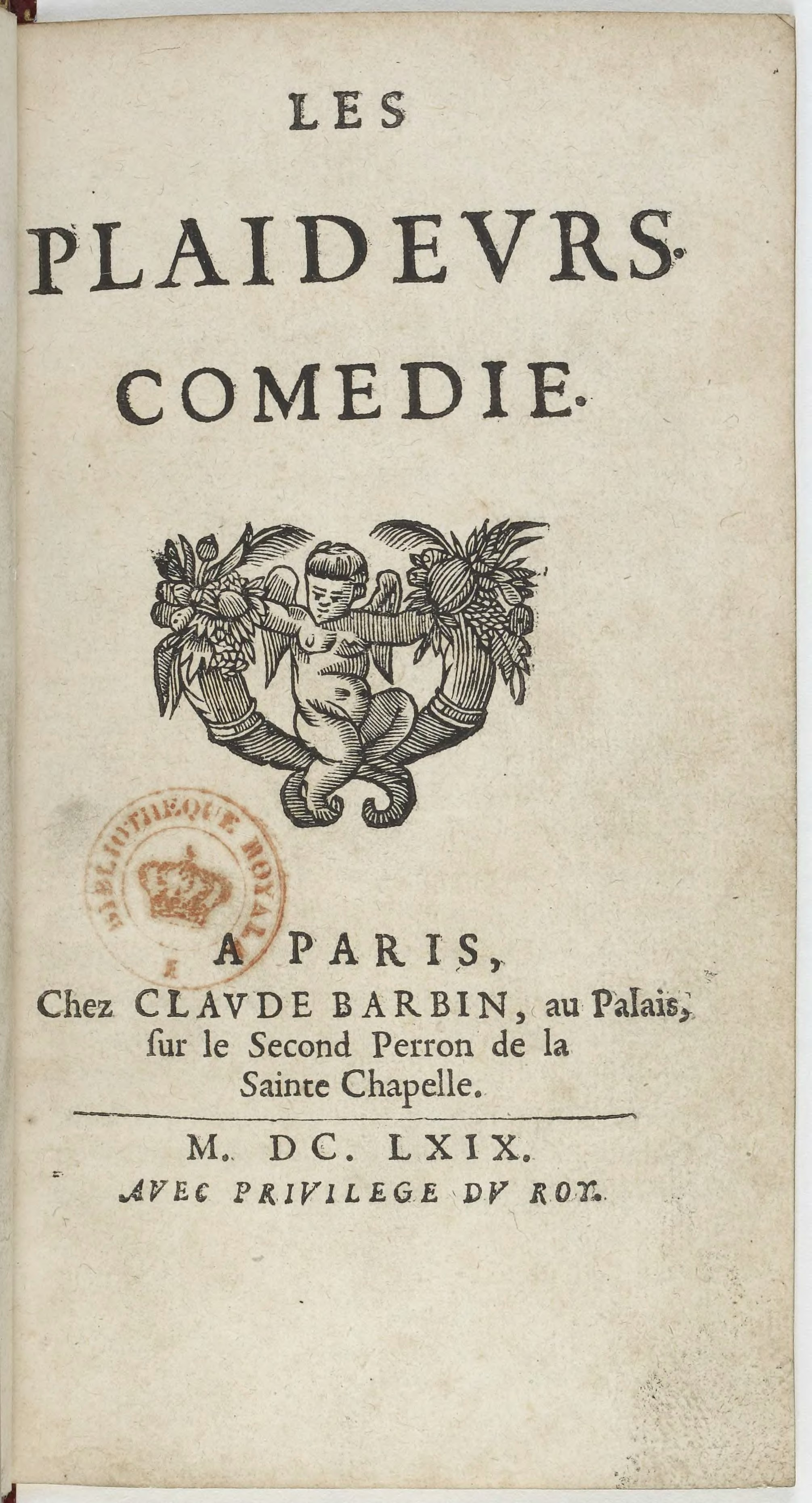
Frontispice de l'édition princeps des Plaideurs, 1669.

Il est plus probable que la pièce soit une forme de commande de l'hôtel de Bourgogne à Racine. La troupe essaie alors de capter une partie du succès des comédies de la troupe de Molière, concurrente, en commandant des comédies aux auteurs, usuellement portés vers la tragédie. Les Plaideurs fait probablement partie de ces tentatives comiques. Il est aussi possible que Racine trouve dans la paix d'Aix-la-Chapelle un contexte favorable à la comédie, comme une forme de célébration pacifique opposée à la tragédie guerrière. La réponse positive de Racine à l'invitation de l'hôtel constitue encore une attaque contre Molière. L'affront est double : il se place sur le terrain privilégié par le comique, et il vise à montrer que Racine peut exceller dans les deux genres comiques et tragiques, Molière étant réputé incapable de composer pour le second. La préface de la première édition, en 1669, reprend contre Molière, sans le nommer expressément, une attaque fréquente depuis la querelle de l'École des femmes en 1663, l'accusant d'avoir réintroduit dans le théâtre des thèmes grivois hérités de la farce de rue, que la génération précédente d'auteurs s'était échinée à supprimer.
Les Plaideurs sont une comédie judiciaire. La moquerie de la justice est en 1668 un sujet en vogue. En mai, une pièce italienne, Le Régal des dames, qui se termine par une parodie de procès, triomphe à Paris. Racine prétend dans la préface avoir voulu longtemps avant Le Régal des dames, transposer Les Guêpes d'Aristophane, qui évoque les dérives des juges, pour le plus célèbre des comédiens italiens de Paris, Scaramouche, avant que le départ de celui-ci en avril 1668 ne l'oblige à adapter la pièce pour l'hôtel de Bourgogne. Il semble avoir inventé cette prétention pour donner légitimité à sa pièce, supposément composée avant cette mode. En outre, le thème judiciaire est omniprésent dans la société parisienne depuis plusieurs années. La critique de la "chicane" parlementaire est un lieu commun littéraire, récemment exprimé dans le Roman bourgeois de Furetière en 1666, dont Les Plaideurs s'inspire aussi. Dès 1665, Louis XIV ébauche de profondes réformes judiciaires, qui aboutissent en 1667 à l'ordonnance de Saint-Germain-en-Laye, premier acte du Code Louis. Le thème judiciaire est aussi un moyen, aux dépens des parlementaires, de cultiver les faveurs royales.
Autant de raisons pour Racine de tenter une pièce comique, sur un sujet en vogue, qui trouverait facilement un public. Comme pour ses précédents écrits, il masque cette préoccupation récente sous une référence à l'Antiquité. Les Plaideurs sont présentées comme la première traduction des Guêpes d'Aristophane. La mode judiciaire a pu rappeler à l'ancien élève de Port-Royal, nourri de littérature antique, cette pièce représentant un juge fou, lui-même enfermé, jugeant le procès d'un chien voleur. Aristophane est une référence en même temps qu'un argument : Racine montre qu'il maîtrise profondément les textes antiques, garants des canons, et en épurant la pièce de ses grivoiseries, qu'il est aussi le seul à pouvoir comprendre l'essence du comique antique et à l'adapter à la bienséance du public parisien de son époque. Avec cette distance antique, Racine peut ainsi à la fois asseoir sa place dans la société littéraire, et faire la cour au roi réformateur. Faisant cela, il moque aussi ses anciens maîtres de Port-Royal, issus des milieux parlementaires, souvent avocats eux-mêmes, qui avaient poussé le jeune homme vers une carrière judiciaire ; les parodies de plaidoiries à la fin de la pièce moquent celles d'Antoine le Maistre.
Les Plaideurs sont pourtant une adaptation très libre des Guêpes. La grivoiserie et la complexité de la pièce d'Aristophane pousse Racine à simplifier à l'extrême la trame narrative, ne conservant en trois actes que la situation initiale (un juge fou, Dandin) et une action unique (le procès d'un chien). Il ajoute également une intrigue amoureuse entre le fils du juge, Léandre et une jeune fille, Isabelle, jalousement gardée par un père, Chicanneau, accordant la pièce aux canons de la comédie d'intrigue italienne. La pièce relève de la farce, qui repose essentiellement sur le comique verbal plutôt. Une anecdote des Menagiana rapporte que Corneille aurait été irrité par la parodie d'un des vers du Cid dans la pièce, déclarant : "Quoi ?, […] ne tient-il qu’à un jeune homme, de venir tourner en ridicule les plus beaux vers des gens ?". Ce mot est probablement apocryphe ou exagéré, la parodie du Cid étant depuis longtemps un lieu commun de la comédie ; il a pu servir à appuyer l'idée d'un conflit et d'une concurrence, fantasmés, entre Corneille et Racine. Les Plaideurs, pièce burlesque, "comédie à sketches" rencontre un succès vif au moment de sa création, et, jusqu'au XIXe siècle, reste la pièce de Racine la plus jouée, avant d'être négligée comme "accident" dans son œuvre tragique.
Après Les Plaideurs, Racine voit sa fortune encore augmentée. Les pensions royales de 1667 et 1668, accordées par Colbert , sont payées à dix jours d'intervalle à la fin de l'année 1668. Si la première pension, de 800 livres, est toujours accordée en vertu des odes royales écrites au début des années 1660, la seconde augmente considérablement pour atteindre 1 200 livres et, pour la première fois, est accordée "en considération (…) des Pièces de Théâtre qu'il donne au public". Racine est ainsi reconnu et soutenu par la monarchie, son mécène, comme homme de théâtre.
Le 11 décembre 1668, Mlle Du Parc meurt brutalement, des suites d'une fausse couche ou d'un avortement. De nombreuses légendes ont pris pour objet, longtemps après ce décès, ou bien le désespoir de Racine, ou bien sa responsabilité. Plus d'une décennie plus tard, pendant l'affaire des poisons, la Voisin a en effet prétendu que Racine avait fait empoisonner sa maîtresse par jalousie. D'une part, si de nombreux hommes de la bonne société parisienne prétendent à la main de la Marquise, ces prétentions sont toujours unilatérales. D'autre part, les accusations sont vite réfutés par les enquêteurs, la Voisin jouant de l'homonymie de l'actrice avec une réelle victime de l'affaire des poisons. Si l'empoisonneuse a effectivement fréquenté l'actrice, ce qui n'est pas assuré, il est fortement probable que ce soit comme avorteuse, rôle premier de la Voisin.
Il a aussi été suggéré que Mlle du Parc et Racine ont enfanté une fille, Jeanne-Thérèse née en mai 1668, morte à huit ans, dont la parenté a été gardée secrète, et dont Racine n'est apparu officiellement (acte de baptême du 12 mai 1668) que comme le parrain, tandis que l'une des filles de Marquise, représentant sa mère, était la marraine (l'enfant portant les prénoms de Racine et de Marquise-Thérèse Du Parc). Cette suggestion est fondée sur le témoignage, rapporté, d'un des fils du poète, Jean-Baptiste Racine, et le secret est rendu plausible par la situation du couple : Mlle du Parc, veuve, ne peut reconnaître sans scandale une fille naturelle, et Racine, bénéficiaire ecclésiastique, protégé de la famille royale, en conflit avec Port-Royal, ne peut le faire sans perdre sa carrière si ambitieusement menée,. Georges Forestier, dans son Jean Racine (p. 343-344) s'est employé longuement à démontrer la plausibilité de cette affirmation. Elle permet de comprendre en outre la mort de Marquise, de fausse-couche ou de tentative d'avortement, sept mois seulement après la naissance de Jeanne-Thérèse.

#### Britannicus: contreCorneille(1669)
Au tournant des années 1668 et 1669, Racine travaille à l'écriture d'une nouvelle tragédie, Britannicus, que l'essai comique des Plaideurs avait ralenti. L'attente du public est grande, à la suite du triomphe d'Andromaque. Après avoir investi le terrain de prédilection de Molière, la comédie, Racine attaque celui de Corneille, la tragédie romaine. Il cherche ainsi à asseoir sa place sociale et politique au sein des hommes de lettres, en abordant le genre roi du théâtre en France depuis le XVIe siècle, et répondant à ceux qui avaient critiqué ses premières tragédies de sujet grecs, au nom du modèle cornélien de sujet romain.
Britannicus est composée et annoncée dans un contexte particulièrement hostile à Racine. Après La Folle Querelle de Subligny et la Dissertation sur le Grand Alexandre de Saint-Évremond, le poète est accusé d'insoumission envers les doctes du monde théâtral, et de mépris envers les autres auteurs, qu'il prétend démoder. Certains critiques, comme Charles Robinet, se lancent dans des campagnes de dénigrement contre Racine, célébrant en réaction Boyer, Quinault, et Thomas Corneille, dont les pièces, inscrite dans une traditionnelle conception baroque, partagent l'affiche avec celles de Racine à l'hôtel de Bourgogne. En janvier 1669, deux pièces de Boyer sont jouées en même temps, Le Jeune Marius à l'hôtel de Bourgogne et La Fête de Vénus au théâtre du Marais, qui rencontrent toutes deux un fort succès. La première s'inspire d'Andromaque ; Racine prend en ombrage, qui jusqu'à la fin de sa vie méprisera Boyer. La place du dramaturge est en cela attaquée. La création de Britannicus est préparée dans ce climat pesant, le poète cherchant à multiplier les soutiens et à susciter une attente pour éviter un échec de la première représentation. Le duc de Chevreuse, qu'il a fréquenté à Port-Royal, marié à la fille de Colbert, apporte son soutien en conviant le ministre à une lecture publique de la pièce. Les semaines précédant la création, le bruit court de ces lectures que la pièce devait surpasser celles des rivales de Racine, mais aussi les précédentes du poète.
Britannicus est créée le 13 décembre 1669 à l'hôtel de Bourgogne,. Floridor joue Néron, Brécourt Britannicus, Hauteroche Narcisse, Lafleur[Qui ?] Burrhus. La première représentation n'obtient pas un vrai succès. Contrairement à Andromaque, elle n'est pas précédée d'une avant-première à la cour, ce qui fragilise sa réputation Les anecdotiers ironisent sur la concurrence que lui fait, le même jour et à la même heure, une exécution par décapitation en place de Grève. Le public n'est pas si nombreux qu'à l'usage, et est en partie composé d'auteurs rivaux cherchant à faire sombrer la pièce. Corneille se serait offert une loge entière pour assister à ce qu'il prédisait être un fiasco, et aurait participé à la cabale,. La pièce est donnée pour le roi et applaudie le 5 janvier 1670 à Saint-Germain-en-Laye, ce qui a parfois été interprété comme un sauvetage de la monarchie pour son protégé. Une anecdote, donnée par Boileau, transmise par Louis Racine, probablement infondée toutefois, soutient que Louis XIV, jusqu'alors danseur enthousiaste, aurait abandonné cette passion après avoir vu le tyran Néron s'y adonner durant cette représentation. Sans que la pièce soit un vrai échec populaire, les cabaleurs réussissent à donner une mauvaise réputation à Britannicus. Elle est toutefois vite parodiée, montrant que le public ne l'a pas mésestimée : dès 1670, Antoine de Montfleury tourne en dérision la tirade d'Agrippine dans sa pièce Le Gentilhomme de Beaune. Racine, amer, rend compte de la cabale des critiques dans la préface de la première édition, férocement dirigée contre le théâtre cornélien :
La pièce s'adresse de fait à un public différent des précédentes. Quand Alexandre le Grand visait la cour, Andromaque et Les Plaideurs la société mondaine, Britannicus cherche le succès critique. Ayant acquis la fortune par le roi et la réputation par le public parisien, Racine cherche désormais à asseoir sa place dans la société littéraire la plus sérieuse, celle des critiques et des théoriciens du théâtre classique, qui font la plus haute renommée et la postérité.

Le passage d'un sujet grec à un sujet romain a été interprété comme une attaque contre Corneille, Britannicus devenant un "anti-Cinna". Cinna, qui a rencontré un très vif succès à sa création en 1641, passe depuis pour le canon de la tragédie la plus noble, d'inspiration romaine, de thème politique et de visée morale. Elle montre la progression d'Auguste de la violence politique, nécessaire à son arrivée au pouvoir, à la vertu exprimée dans sa magnanimité et la primauté du sens de l'État sur les passions de l'individu. Corneille reflète les préoccupations des conflits politiques entre la noblesse et Richelieu, par un regard politique moralisé hérité de la tradition machiavélienne. Racine, dans Britannicus, semble aller entièrement à rebours de ce schéma, en montrant la métamorphose d'un empereur pacifique, consensuel, acclamé, Néron, en un tyran sanguinaire, sous l'effet de passions irrépressibles. Cette trajectoire, décrite comme antinomique à celle d'Auguste dès la première scène de la pièce, joue avec les conceptions machiavéliennes en ce qu'elle montre un prince incapable de se rendre vertueux, qui asservit l'État à ses propres pulsions. Inversant l'intrigue et les fondements politiques de Cinna, Racine se fond dans l'orthodoxie politique de la cour de Louis XIV, très différente de celle du temps de Richelieu. Dans le même temps, ce conformisme lui sert à affermir son rang dans la société littéraire.

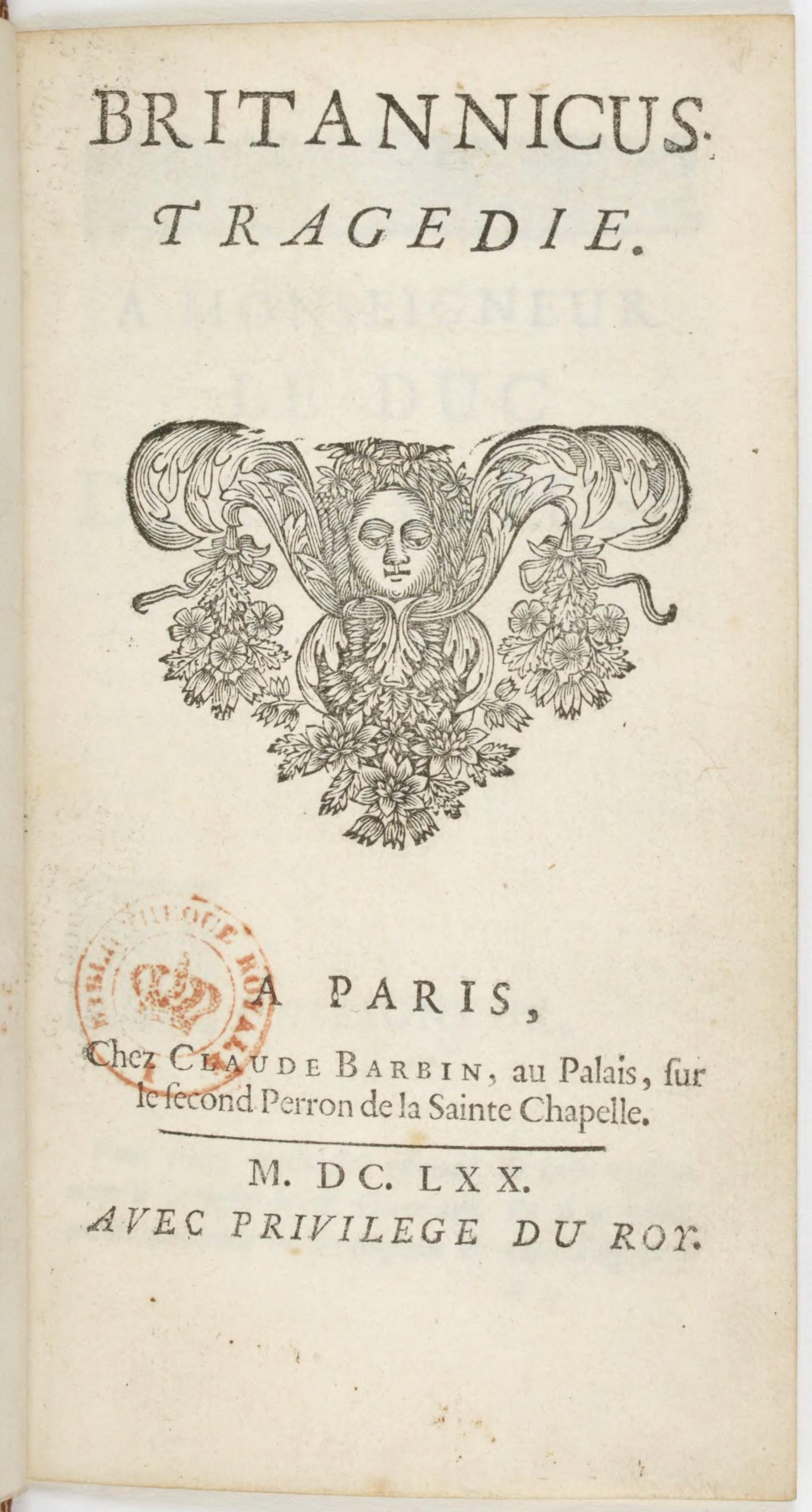
Frontispice de la première édition de Britannicus, 1670

L'assassinat de Britannicus par la volonté de son frère, Néron offre un sujet idéal dans cette perspective politique. Le fratricide avait déjà fait la matière de la Thébaïde, et permet à Racine d'introduire le sujet de la stabilité dynastique par le droit du sang. Néron fait du lien familial un élément d'instabilité politique, en devenant roi à la place de son frère par adoption et rival, la fraternité n'étant qu'un masque à l'usurpation tyrannique. La tension tragique de la rivalité fraternelle rencontre ainsi un enjeu politique. Depuis le XVIe siècle, les réflexions sur l'usurpation et sur la place politique du frère du roi abondent, encore avivées par la Fronde. La représentation négative de l'arrivée au pouvoir de Néron, usurpateur du fils légitime de Claude, a un enjeu moral fort pendant le règne personnel de Louis XIV, et dans le royaume de France, strictement régi en succession par la primogéniture masculine.
Élaborant sa pièce, Racine prend en considération sur les critiques formulées par Saint-Évremond dans sa Dissertation sur le Grand Alexandre en 1666, qui avait exposé la nécessité de décrire le caractère particulier de l'époque, du pays et du héros concernés dans la tragédie historique. Corneille passe alors pour le maître de cet art du particularisme. Racine, qui a démontré sa maîtrise générale de l'Antiquité avec Alexandre le Grand et Andromaque, est ainsi invité à faire montre de celle de l'idiosyncrasie de l'histoire, et à donner une tragédie réellement politique, historique, plutôt que galante. Il cherche ainsi à construire sa tragédie autour de personnages situés le plus précisément dans l'histoire, plutôt que sur des personnages-types abstraits et atemporels.
Pour atteindre cette spécificité, le dramaturge se fonde sur Tacite, dont il a étudié et annoté longuement les ouvrages à Port-Royal. Tacite est parmi les historiens les plus lus, les plus commentés et les mieux considérés à l'époque moderne, en particulier depuis le XVIe siècle. Dans la pédagogie humaniste, sa lecture est liée à l'apprentissage des mécanismes secrets de la pratique du pouvoir, les arcana imperii, qu'il a finement décrit dans les Annales et les Histoires. Ces préoccupations trouvent écho chez les historiens suivant la tradition machiavélienne, mais n'ont alors que rarement trouvé d'utilité pour le théâtre. Racine traite en Britannicus d'un sujet célèbre parmi les historiens, mais dont personne n'a jusqu'alors cherché à faire une tragédie. En mobilisant le capital culturel que lui a apporté l'éducation des Jansénistes, Racine se distingue en mêlant la tragédie galante qui a fait le succès d'Andromaque à une vision politique sombre opposée à celle, moralisée, des pièces héroïques usuellement fondées sur Plutarque ou Suétone.

Racine compose Britannicus longuement et minutieusement. Il tire des Annales la matière historique principale de la pièce, l'empoisonnement de Britannicus par son frère d'adoption, Néron. Il se fonde sur une note de Tacite, mentionnant la résistance de Néron à sa mère Agrippine en raison de son amour pour une affranchie, Acté, pour introduire une intrigue amoureuse, qu'il déplace vers le personnage de Junie, largement inventé, que les deux frères convoitent. En doublant la rivalité politique d'une rivalité amoureuse, Racine dévie la visée politique du sujet. Les procédés narratifs utilisés par Tacite pour exprimer le secret des arcanes du pouvoir sont infléchis pour montrer celui des passions. La vision d'un empereur caché, secret, est repris dans Britannicus pour évoquer la jalousie amoureuse. La deuxième scène de l'acte deux, demeurée célèbre reprend la rhétorique de l'obscurité politique pour éclairer la noirceur des passions ; durant la scène six, Néron épie sous un voile les entrevues de Junie et Britannicus, comme il surveille les réunions du Sénat chez Tacite.

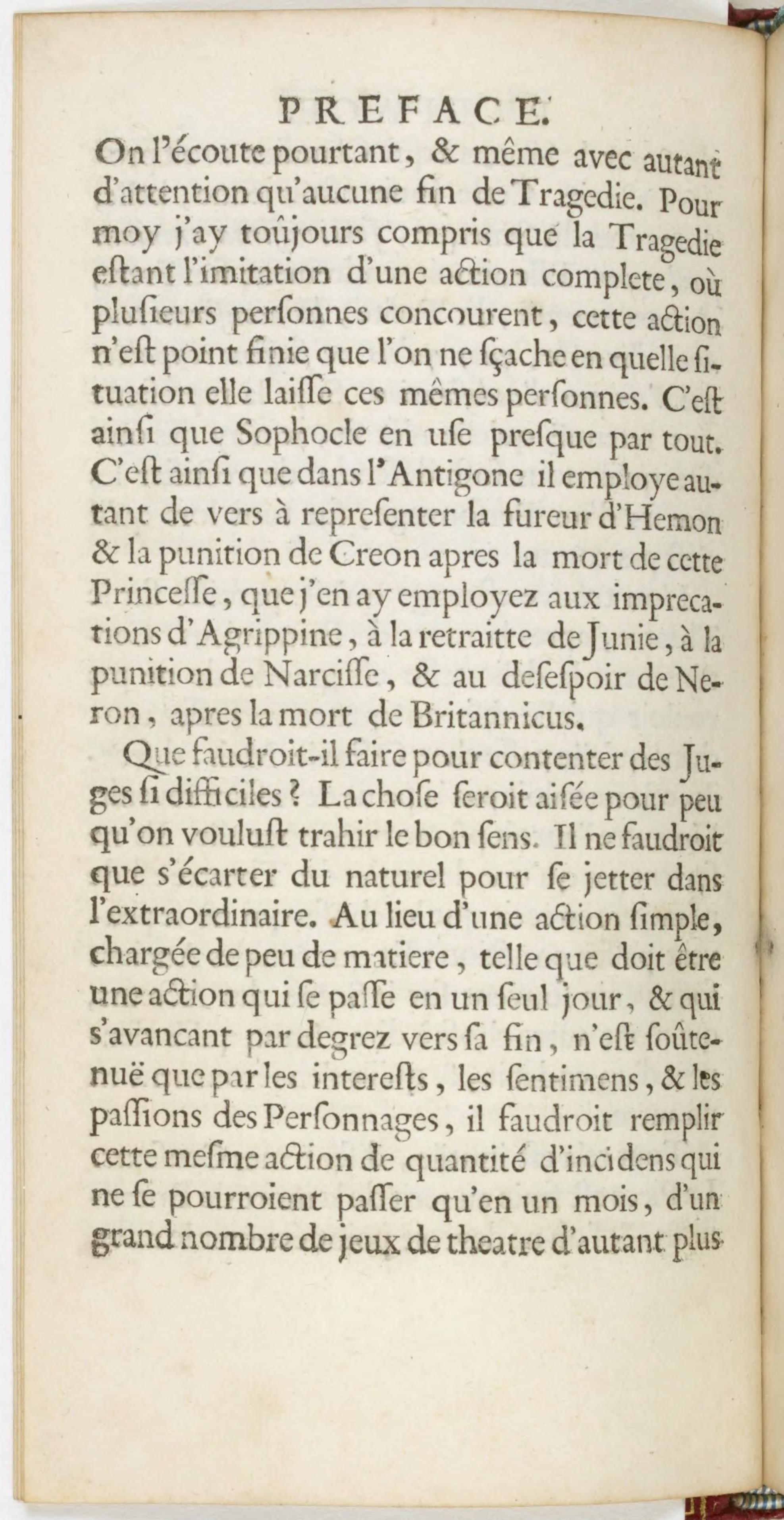
Extrait de la préface de Britannicus (première édition, 1670), dans lequel Racine pose une nouvelle vision de la tragédie, demeurée célèbre, opposée à l'héroïsme cornélien : "Une action simple, chargée de peu de matière, telle que doit être une action qui se passe en un seul jour, et qui, s'avançant par degrés vers sa fin, n'est soutenue que par les intérêts, les sentiments et les passions des personnages".

Dans le même temps, en mêlant l'intrigue amoureuse, en principe secondaire, à la rivalité politique des deux frères, Racine tend à mettre en valeur la première, qui n'existe pas dans les récits historiques. Par ses aspects galants, la pièce semble subjuguer la politique sous les passions, donnant à la première un statut instrumental. La progression déclinante de la pièce, qui voit un empereur pacifique évoluer en tyran fratricide, introduit une conception anthropologique négative qui fait dépendre le dénouement tragique de l'inexorabilité de passions incontrôlables.
Dans la préface de la première édition, le poète cherche à poser une nouvelle définition de la tragédie, opposée à l'action héroïque cornélienne : "Une action simple, chargée de peu de matière, telle que doit être une action qui se passe en un seul jour, et qui, s'avançant par degrés vers sa fin, n'est soutenue que par les intérêts, les sentiments et les passions des personnages". Alors que La Thébaïde, Alexandre le Grand, dans une moindre mesure Andromaque, se fondaient sur la profusion de l'action, d'événements, de rebondissements, artificiellement comprimés en une seule journée, Racine adopte avec et à partir de Britannicus une approche contraire de l'unité de temps, qu'il confond avec l'unité d'action. Plutôt que de chercher à faire rentrer un ensemble politique complexe dans une journée et dans cinq actes, il s'agit d'épurer au possible l'intrigue autour d'une action unique et in fine peu importante. La pièce n'est ainsi plus basée sur le récit d'actions, dont les contradictions formeraient un tragique essentiellement politique, mais sur le développement psychologique des personnages, qui contiennent en eux-mêmes, dans leurs passions irrépressibles, les sources d'une irrésolution anthropologique. Cette conception s'oppose fortement à celle de Corneille, qui place l'action "complexe" (dont le dénouement est provoqué par l'arrivée d'un élément exogène à l'intrigue) au-dessus de l'action simple (dont le développement complet est cohérent et continu), et utilise abondamment le dénouement par rebondissement final. Affirmer que seule une action simple "chargée de peu de matière" peut former une tragédie cohérente contenue en une journée est réduire les pièces de Corneille non seulement à l'invraisemblance factuelle, mais aussi à la fausseté anthropologique. Cette nouvelle conception tragique irritent les critiques cornéliens, que Racine cherche pourtant à séduire : Robinet condamne l'économie de la pièce, Saint-Évremond sa noirceur et son manque d'héroïsme. L'aveuglement de Britannicus, la monstruosité de Néron, l'imperfection des personnages est reprochée, qui ne sont contrepesés par aucune vertu d'un héros extraordinaire, comme l'est la noirceur des tyrans chez Corneille.
Britannicus marque la consécration économique du dramaturge dans le métier des lettres. Racine fait dès lors partie de la population riche de Paris. Les revenus des représentations et de la publication de la pièce sont certainement supérieurs à ceux d'Andromaque, puisqu'en mai 1670, le poète achète 275 livres de rente pour 5 637 livres, soit plus du double de ses revenus usuels à l'année. Il perçoit ainsi au moins 2 500 livres fixes annuelles, dont 1200 de pensions qu'il reçoit encore de la monarchie en décembre 1669. Il faut probablement ajouter à ce chiffre les revenus d'un nouveau bénéfice ecclésiastique ou bien en supplément, ou bien en échange de son précédent bénéfice en Anjou : Racine est mentionné, dans le titre de rente de 1670, comme "prieur de Saint-Jacques de la Ferté".
Il donne successivement après Britannicus (1669), Bérénice (1670), qui est l'occasion d'une joute théâtrale avec Corneille dont la propre pièce, Tite et Bérénice, est sous-titrée « comédie héroïque », Bajazet (début de 1672), Mithridate (fin de 1672), Iphigénie (1674) et Phèdre (1677). Toutes ces pièces sont créées par la troupe de l'hôtel de Bourgogne.
Sur le plan matériel, sa petite rente de prieur de l'Épinay et les très importants revenus du théâtre (vente de chaque pièce aux comédiens, puis vente de chaque pièce aux libraires-éditeurs), aussitôt convertis en rentes à 5 %, grâce aux conseils de l'habile financier qu'était Nicolas Vitart, assurent une aisance toujours plus grande à Racine. En 1674, la faveur royale lui permet d'obtenir la charge de Trésorier général de France à Moulins (purement lucrative en ce qui le concerne, et anoblissante), ce qui le conduit à renoncer à son bénéfice ecclésiastique.

### L'historiographe

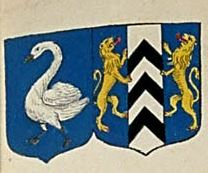
Blasons de Jean Racine (à gauche) et de son épouse Catherine de Romanet dans l'Armorial général de France de 1696

Après le grand succès de Phèdre, qui triomphe rapidement d'une Phèdre et Hippolyte concurrente due à Pradon et jouée sur le théâtre de l'hôtel Guénégaud, Racine se tourne vers une autre activité : comme Boileau, il devient historiographe du roi, grâce à l'appui de Mme de Montespan, maîtresse du roi, et de sa sœur, Mme de Thianges. Pour préparer son entrée dans l'entourage du roi, il quitte sa maîtresse, épouse une héritière issue comme lui de la bourgeoisie de robe anoblie. Catherine de Romanet, avec qui il aura sept enfants, est fille et sœur de Trésoriers de France, charge anoblissante dont Racine était lui-même titulaire depuis 1674 . La correspondance révèle que le mariage d'intérêt, préparé par Nicolas Vitart, s'est mué en union amoureuse.
Longtemps après sa mort, les historiens découvrirent dans les archives de la Bastille que Racine avait été suspecté dans l'affaire des Poisons qui a éclaté entre 1679 et 1681. La Voisin avait accusé Racine d'avoir fait assassiner, dix ans auparavant, son ancienne maîtresse « Du Parc ». En réalité, l'actrice connue de Racine, nommée « Du Parc », est morte des complications d'un avortement provoqué. Elle avait été confondue avec une autre « Du Parc » qui était une avorteuse et victime dans l'affaire des Poisons. Racine a donc été disculpé en interne par la police, sans jamais être informé des poursuites dont il aurait pu faire l'objet. En réalité, précise l'historien Raymond Picard, la lettre d'arrestation de Racine signée par Louvois était prête, mais le magistrat Bazin de Bezon ne donna pas suite.
Racine fait savoir qu'il n'écrira plus pour le théâtre afin de se consacrer entièrement à « écrire l'histoire du Roi ».
Au cours des quinze années qui suivent, il ne dévie de cette entreprise — qui l'amène à suivre régulièrement Louis XIV dans ses campagnes militaires, prenant des notes et rédigeant ensuite des morceaux dont il discute sans cesse avec Boileau — qu'à quatre reprises :
- Une première fois en 1685 en composant les paroles de l’Idylle sur la Paix (mise en musique par Lully, à la demande du marquis de Seignelay, fils et successeur de Colbert).
- Puis en 1689, en écrivant à la demande de Madame de Maintenon[334] une « espèce de poème moral » pour les pensionnaires de la maison royale de Saint-Louis, un pensionnat pour jeunes filles à Saint-Cyr (actuelle commune de Saint-Cyr-l'École) : Ce fut Esther, courte tragédie en trois actes dont les intermèdes musicaux ont été composés par Jean-Baptiste Moreau et qui fut jouée à plusieurs reprises par les Demoiselles, soutenues par des chanteuses de la Chambre du roi, en représentations privées devant le roi et la famille royale ainsi qu'à Saint-Cyr durant le carnaval de 1689, en présence d'un grand nombre de courtisans triés sur le volet.
- Le succès de l'expérience a incité Mme de Maintenon à commander très rapidement à Racine une nouvelle pièce, alors même que les autorités religieuses compétentes (l'évêque de Chartres en particulier) avaient formulé les plus grandes réserves sur l'exercice. La commande d'Athalie était cependant lancée. Elle ne fut pas prête pour le carnaval de 1690 et les jeunes demoiselles de Saint-Cyr recommencèrent à jouer Esther, mais les désordres que cela provoqua dans la communauté incitèrent Mme de Maintenon à interrompre les représentations avant leur terme. Athalie ne fit donc pas l'objet d'une création semi-publique, mais donna lieu à des représentations confidentielles au parloir de la maison royale, sans décors ni costumes, et le roi ne vit la tragédie qu'à l'occasion d'une répétition ouverte à la famille royale. Racine, qui affichait prudemment sa distance vis-à-vis du théâtre et qui n'avait jusqu'alors écrit des vers pour le chant qu'avec réticences, avait accepté cette commande pédagogique sur un sujet pieux et, en principe, étrangère au monde de la cour[335].
- Quatrième et dernière entorse à l'écriture exclusive de l'histoire du roi : à la fin de l’été 1694, Racine composa — toujours à la demande de Mme de Maintenon —, quatre Cantiques spirituels, dont trois furent mis en musique par Jean-Baptiste Moreau et un par Michel-Richard de Lalande (n°II°)[336], puis par Pascal Colasse et Jean-Noël Marchand[337].

Récompensé par une charge de Gentilhomme ordinaire de la Maison du Roi (1691), Racine se rapprochait toujours plus du roi, qu'il suivit régulièrement dans son petit château de Marly avec les courtisans les plus proches du couple royal, et à qui il arriva qu'il fît la lecture durant des nuits d'insomnie consécutives à une maladie, à la place des lecteurs en titre. Il obtint ensuite la survivance de cette charge pour son fils aîné Jean-Baptiste Racine, puis se sentit obligé d'acheter en 1696 une charge de Conseiller-Secrétaire du Roi qui ne lui apportait rien de plus en termes de reconnaissance et qui lui coûta une forte somme.
Depuis 1666, Racine s'était brouillé avec les jansénistes, mais il semble s'être rapproché d'eux au plus tard au lendemain de son mariage. Malgré les persécutions dont ils recommencèrent à être victimes à partir de 1679, Racine se réconcilie avec eux. Il les soutient notamment dans leurs démêlés avec le pouvoir (Louis XIV leur étant hostile). Sa présence aux funérailles d'Arnauld en 1694 confirme la réconciliation de Racine avec ses anciens maîtres. Il écrit secrètement un Abrégé de l’histoire de Port-Royal qui parut après sa mort. Surtout, neveu chéri d'une religieuse qui gravit tous les échelons de la hiérarchie du monastère de Port-Royal des Champs pour en devenir abbesse en 1689, il œuvra auprès des archevêques de Paris successifs afin de permettre au monastère de retrouver une vraie vie (depuis 1679 il lui était interdit de recevoir de nouvelles religieuses et son extinction était ainsi programmée).

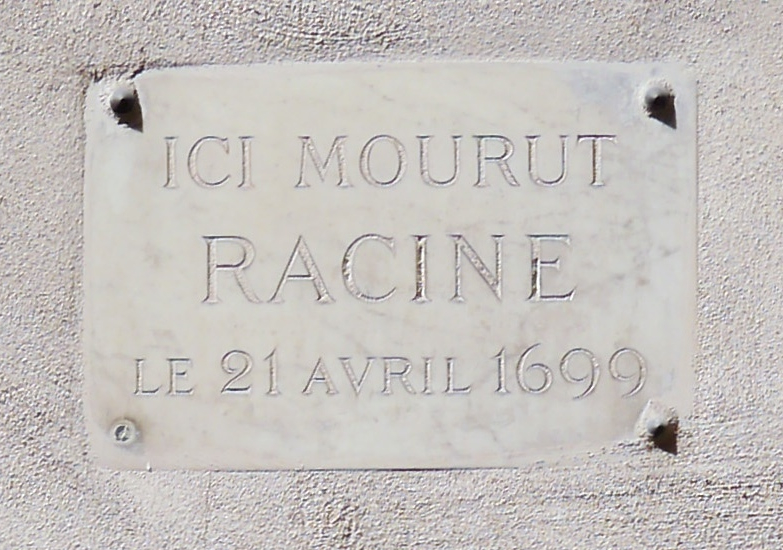
Plaque au no 24 rue Visconti (Paris), où il mourut.

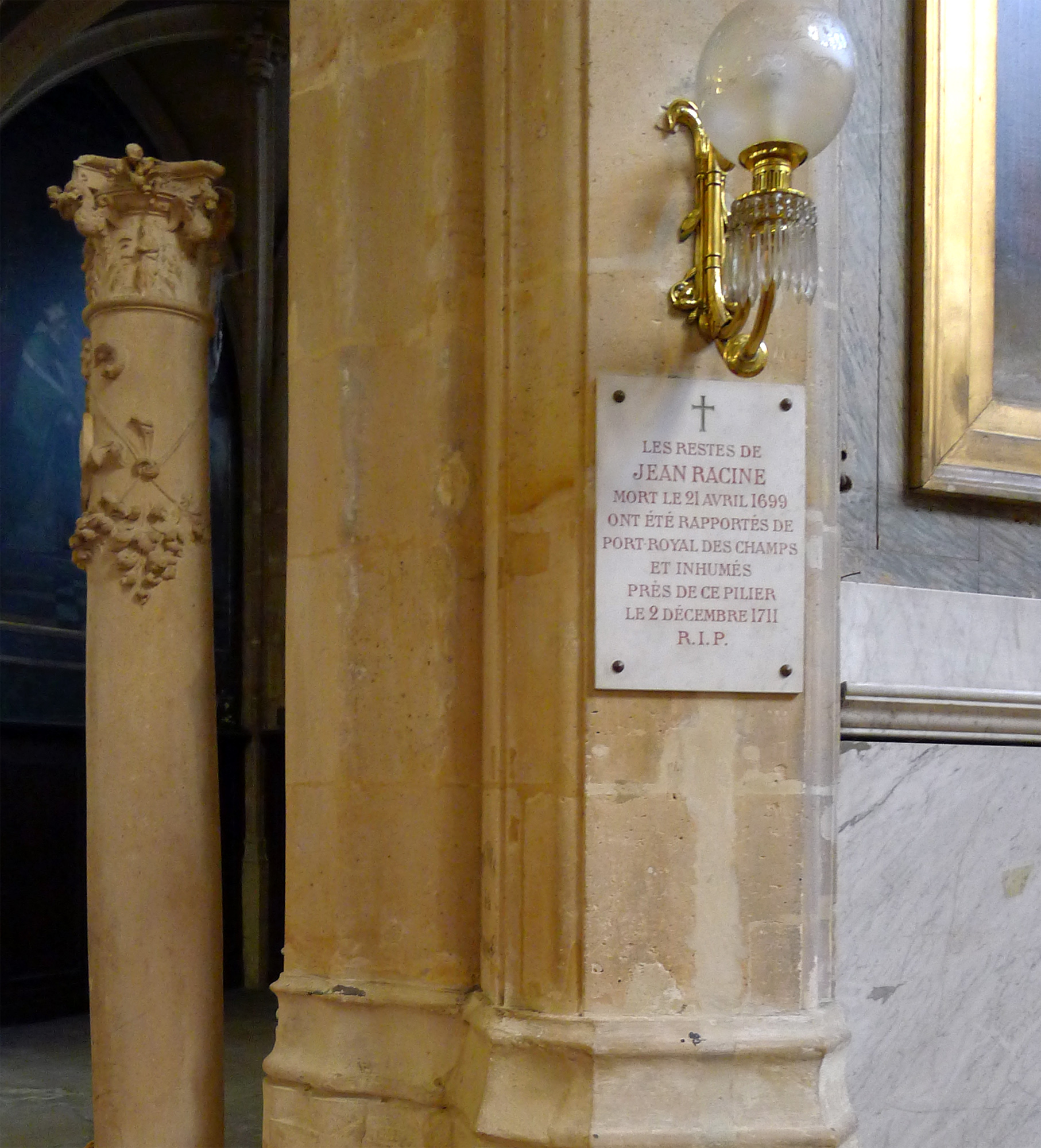
Plaque indiquant le transfert des restes de Jean Racine de l'abbaye de Port-Royal à l'église Saint-Étienne-du-Mont, le 2 décembre 1711.

Racine meurt rue des Marais-Saint-Germain à Paris (paroisse Saint-Sulpice) le 21 avril 1699, à l'âge de cinquante-neuf ans, des suites d'un abcès ou d'une tumeur au foie. Louis XIV accède à la demande qu'il a formulée d'être inhumé à Port-Royal, auprès de son ancien maître Jean Hamon. Après la destruction de Port-Royal par Louis XIV en 1710 (les deux cadavres auraient été, sur ordre royal, arrachés aux tombes et jetés aux chiens)[réf. nécessaire], ses cendres ont été déplacées à l'église Saint-Étienne-du-Mont de Paris.

## Œuvres

### Théâtre

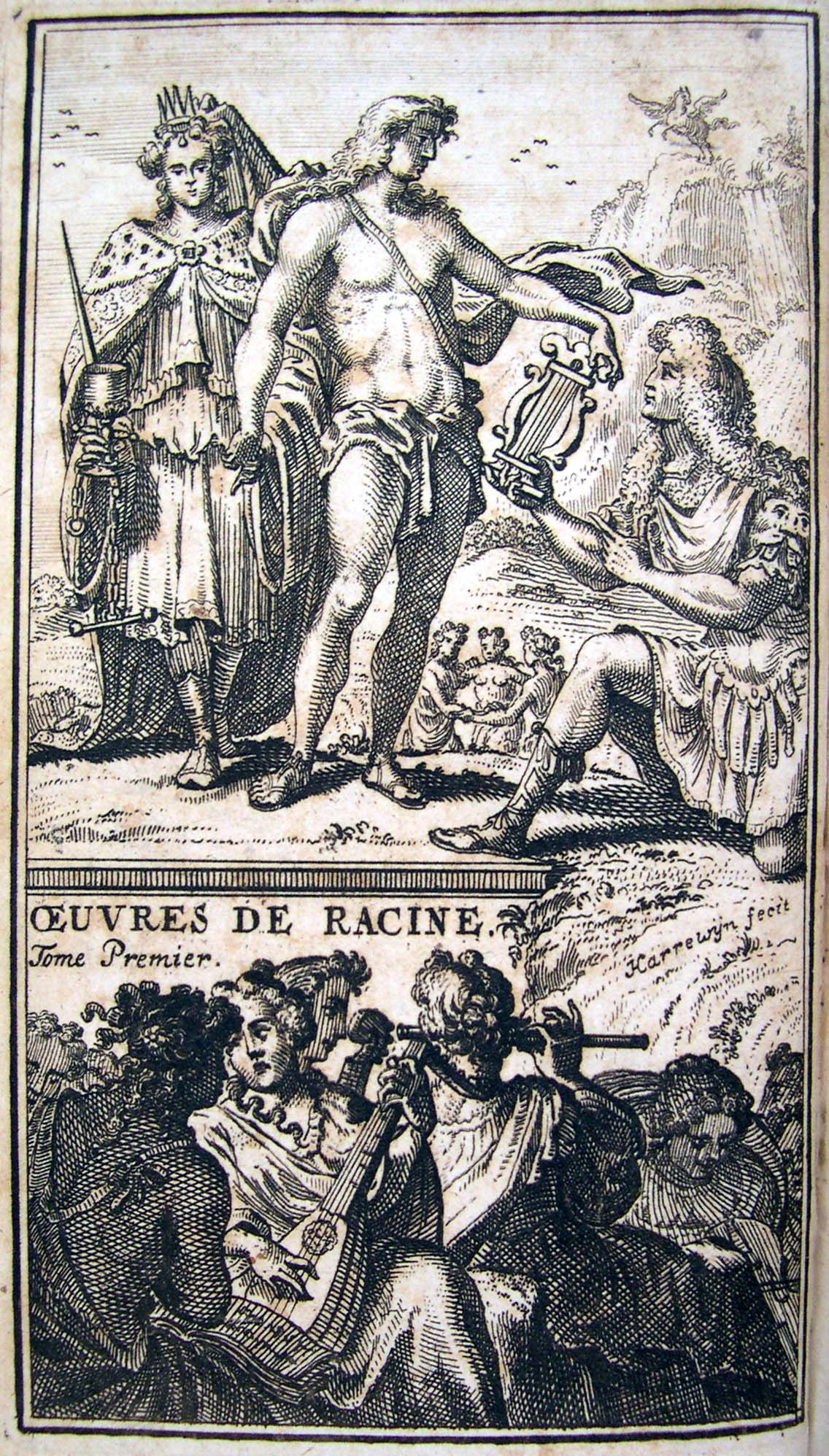
Œuvres de Racine, édition bruxelloise de 1700.
Gravure de J. Harrewyn

- La Thébaïde, tragédie en cinq actes et en vers, créée le 21 juin 1664
- Alexandre le Grand, tragédie en cinq actes et en vers, créée le 4 décembre 1665
- Andromaque, tragédie en cinq actes et en vers, créée le 17 novembre 1667
- Les Plaideurs, comédie en trois actes et en vers, créée en novembre 1668
- Britannicus, tragédie en cinq actes et en vers, créée le 13 décembre 1669
- Bérénice, tragédie en cinq actes et en vers, créée le 21 novembre 1670
- Bajazet, tragédie en cinq actes et en vers, créée le 1er janvier 1672[340]
- Mithridate, tragédie en cinq actes et en vers, créée le 23 décembre 1672[341]
- Iphigénie, tragédie en cinq actes et en vers, créée le 18 août 1674
- Phèdre[342], tragédie en cinq actes et en vers, créée le 1er janvier 1677
- Esther, tragédie en trois actes et en vers, créée le 26 janvier 1689
- Athalie, tragédie en cinq actes et en vers, créée le 5 janvier 1691

### Autres
Travaux historiques
- Vie de Louis XIV (perdue)[333]
- Abrégé de l’histoire de Port-Royal, 1767, Paris, 358 pages[343].

Traductions
- Le Banquet de Platon, (entre 1678 et 1686)
- Vie de Diogène le Cynique, par Diogène Laërce (pas de date donnée ; probablement entre 1658 et 1662)
- Textes d'Eusèbe de Césarée
- Fragments de La Poétique d'Aristote

## Analyse de l’œuvre

### Le théâtre racinien
Le théâtre de Racine peint la passion comme une force fatale qui détruit celui qui en est possédé. On retrouve ici les théories jansénistes : soit l'homme a reçu la grâce divine, soit il en est dépourvu, rien ne peut changer son destin, il est condamné dès sa naissance. Réalisant l'idéal de la tragédie classique, le théâtre racinien présente une action simple, claire, dont les péripéties naissent de la passion même des personnages.
Les tragédies profanes (c'est-à-dire Esther et Athalie exclues) présentent un couple de jeunes gens innocents, à la fois unis et séparés par un amour impossible parce que la femme est dominée par un roi (Andromaque, Britannicus, Bajazet, Mithridate) ou parce qu'elle appartient à un clan rival (Aricie dans Phèdre). Cette rivalité se double souvent d'une rivalité politique, sur laquelle Racine n'insiste guère.
Dans ce cadre aristocratique qui, à partir de Bajazet, devient un lieu commun prétexte à la naissance d'une crise, les personnages apprennent que le roi est mort ou vaincu : ils se sentent alors libres de déchaîner leurs passions. Or, l'information est rapidement démentie. Le retour du roi met les personnages devant leurs fautes et les pousse, selon leur nature intérieure, à se repentir ou à aller jusqu'au bout de leur rébellion.

### Un écrivain des passions
Depuis l'époque romantique, les biographes de Racine et les critiques de son théâtre se sont étonnés qu'un homme ait pu traduire si bien la violence des passions, en particulier féminines, et ils en ont déduit qu'il devait être animé, si ce n'est par une âme féminine, du moins par un très fort penchant pour les femmes. Certains biographes ont parlé d'infidélité constante et ont mis au compte de cette légèreté sa prétendue disgrâce auprès du roi et de Mme de Maintenon à la fin de sa vie. En fait, outre que la disgrâce est une légende, on ne lui connaît que deux maîtresses avant son mariage : Mlle Du Parc, puis Mlle de Champmeslé, toutes deux comédiennes. Aucun document du XVIIe siècle ne permet de penser qu'il aurait été ensuite infidèle à Catherine Romanet, qu'il épousa en 1677 après avoir quitté la Champmeslé.

### Les sources d'inspiration gréco-latines
Les sources d'inspiration de Jean Racine sont nombreuses et variées.
Le professeur J. Scherer mentionne, dans son étude sur Bérénice que Racine, afin de fixer le personnage, cite Suétone, notamment le chapitre VII de sa Vie de Titus. Il établit également qu'il existe un parallèle entre Virgile et Racine, fondé sur des notions assez conventionnelles.
Jean-Pol Caput, dans sa présentation de Britannicus, note que Racine a puisé dans les Annales de Tacite (livres XI à XV) non seulement l'essentiel des faits qui forment la trame de la tragédie, mais encore l'esprit dans lequel l'historien latin les traite. Racine aurait aussi lu le traité de Sénèque Sur la clémence et la tragédie du même auteur Octavie qui ont inspiré certains détails au poète.
Jean Racine lui-même ne dissimule pas ses sources gréco-latines et les indique ouvertement. En effet, dans sa préface à Phèdre, Racine écrit : « Voici encore une tragédie dont le sujet est pris dans Euripide. Quoique j'aie suivi une route un peu différente de celle de cet auteur pour la conduite de l'action, je n'ai pas laissé d'enrichir ma pièce de tout ce qui m'a paru plus éclatant dans la sienne. » Racine cite également Sénèque dans sa préface, ajoutant qu'il a suivi l'histoire de Thésée, telle qu'elle figure dans Plutarque.

## Œuvres musicales et littéraires inspirées par Racine
- Athalie, Intermèdes musicaux de Jean-Baptiste Moreau ;
- Esther, Intermèdes musicaux de Jean-Baptiste Moreau ;
- Cantiques de Racine (I, III et IV), Jean-Baptiste Moeau et Michel-Richard de Lalande (II) (1694) ;
- Hippolyte et Aricie, tragédie lyrique (inspirée en partie de Phèdre) de Jean-Philippe Rameau (1733);
- Mitridate, re di Ponto, opéra de Wolfgang Amadeus Mozart (1770) ;
- Iphigénie en Aulide, tragédie-opéra en 3 actes sur un livret de François-Louis Grand le Bland du Roullet (adapté de Iphigénie), musique de Christoph Willibals Gluck (1774) ;
- Andromaque, tragédie lyrique en 3 actes sur un livret de Louis-Guillaume Pitra, musique de André-Ernest Modest Grétry (1780) ;
- Phèdre, tragédie lyrique, sur un livret de François Benoit Hoffmann, musique de Jean-Baptiste Moyne (1786) ;
- Ermione, opéra tragique, livret italien d'Andrea Leone Tottola basé sur Andromaque, musique de Gioacchino Rossini (1819) ;
- Andromaque, musique de scène de Camille Saint-Saëns (1903) ;

- Cantique de Jean Racine de Gabriel Fauré (1865) ;
- Cantique de Jean Racine, opus 144 posthume de Mel Bonis (1934) ;
- Britannicus, musique de scène de André Jolivet (1946) ;
- Phaedra, cantate de Benjamin Britten (1975) ;
- Esther, opéra de Boris Yoffe (2006).

## Iconographie et hommages

### Dessins et peintures
- le billet de banque 50 francs Racine

### Sculptures

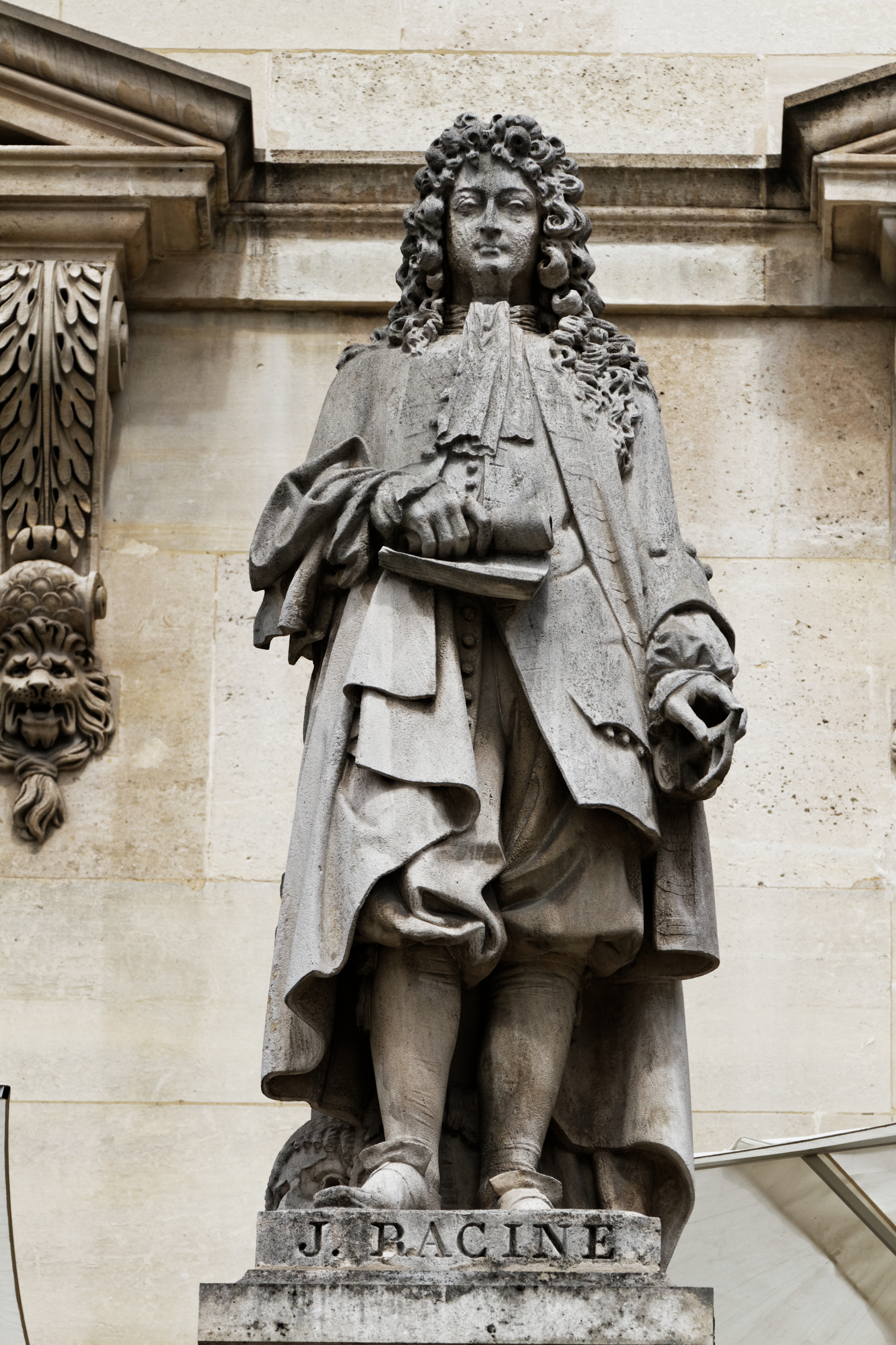
Statue de Racine sur la façade du Louvre

- 1833 : Statue de Jean Racine par David d'Angers à La Ferté-Milon
- 1834 : Sculpture de Jean Racine par Henri Lemaire au Palais de l'Institut
- Avant 1853 : Sculpture de Jean Racine par Michel-Pascal parmi les Hommes illustres sur la façade du Louvre

### Citations
- André Gide écrit : « J'ai aimé les vers de Racine par-dessus toutes productions littéraires. J'admire Shakespeare énormément ; mais j'éprouve devant Racine une émotion que ne me donne jamais Shakespeare : celle de la perfection[347]. »

### Astronomie
- (11051) Racine, astéroïde.

### Éditions de référence
- Paul Mesnard (éd.), Œuvres de Jean Racine, Paris, Hachette, 1865-1873 (les grands Écrivains de la france, 9 volumes) [consulter cette édition sur Wikisource]
- Georges Forestier (éd.), Racine : Œuvres complètes, t. I, Paris, Gallimard, coll. « Bibliothèque de la Pléiade », 1999
- Jean Rohou (éd.), Racine, Théâtre complet, Paris, Hachette, La Pochothèque, 1998
- Raymond Picard (éd.), Racine : Œuvres complètes, t. I & II, Paris, Gallimard, coll. « Bibliothèque de la Pléiade », 1931 & 1952
- Sylvaine Guyot et Alain Viala (éd.), Jean Racine. Théâtre complet, Paris, Classiques Garnier, 2017
- Jean Lesaulnier (éd.), Jean Racine. Correspondance, Paris, Honoré Champion, 2017

### Généralités
- Paul Bénichou, Morales du Grand siècle, Paris, Gallimard, 1948
- Paul Bénichou, Le sacre de l'écrivain, Paris, Corti, 1973
- Michel Meyer, Le comique et le tragique. Penser le théâtre et son histoire, Paris, Presses universitaires de France, 2005
- Jean Rohou, La Tragédie classique, Rennes, Presses universitaires de Rennes, 2009
- Alain Viala, Naissance de l'écrivain. Sociologie de la littérature à l'âge classique, Paris, Éditions de minuit, 1985
- Alain Viala (dir.), Le théâtre en France, Paris, Presses universitaires de France, 2009
- Alain Viala, Histoire du théâtre, Paris, Presses universitaires de France, coll. « Que sais-je? », 2017

### Biographies
- Georges Forestier, Jean Racine, Paris, Gallimard, 2006
- André Le Gall, Racine, Paris, Flammarion, 2004
- René Jasinski, Vers le vrai Racine, Paris, Armand Colin, 1958
- Thierry Maulnier, Racine, Paris, Gallimard, 1934
- François Mauriac, La vie de Jean Racine, Paris, Plon, 1928
- Raymond Picard, La Carrière de Jean Racine, Paris, Gallimard, 1961
- Louis Racine, Mémoires contenant quelques particularités sur la vie et les ouvrages de Jean Racine, Lausanne et Genève, Marc-Michel Bousquet & Compagnie, 1747
- Jean Rohou, Jean Racine : entre sa carrière, son œuvre et son Dieu, Paris, Fayard, 1992
- John Sayer, Jean Racine, Life and Legend, Berne, Peter Lang, 2006
- Alain Viala, Racine, la stratégie du caméléon, Paris, Seghers, 1990
- Rose Vincent, L'Enfant de Port-Royal : le roman de Jean Racine, Paris, Le Seuil, 1992, 366 p. (ISBN 2-02-013545-0). Un roman sur les débuts de Jean Racine et ses relations avec Port-Royal

### Études
- Tristan Alonge, Racine et Euripide. La révolution trahie, Genève, Droz, 2017
- Roland Barthes, Sur Racine, Paris, Seuil, 1963 (ce livre, emblème de la « nouvelle critique », a été sévèrement critiqué par Raymond Picard dans Nouvelle critique ou nouvelle imposture et par René Pommier dans Le « Sur Racine » de Roland Barthes).
- Charles Bernet, Le Vocabulaire des tragédies de Jean Racine. Étude statistique, Genève-Paris, Slatkine-Champion, 1983
- Christian Biet, Racine, in collection Portraits Littéraires, Paris, Hachette Éducation, 1996
- Marie-Florine Bruneau, Racine. Le jansénisme et La modernité, Paris, José Corti, 1986
- Marie-Claude Canova (éds.) et Alain Viala, Racine et l'Histoire, Tübingen, Gunter Narr Verlag, 2004
- Arnaud Chaffanjon, Jean Racine et sa descendance, préface de Thierry Maulnier, Paris, Les Seize Éditions du Palais Royal, 1964
- Gilles Declercq, « La formation rhétorique de Racine », dans Jean Racine 1699-1999. Actes du colloque du tricentenaire, Paris, PUF, 2003, p. 257-290
- Maurice Delcroix, Le sacré dans les tragédies profanes de Racine, Paris, Nizet, 1970
- Maurice Descotes, Les grands rôles du théâtre de Racine, Paris, PUF, 1957
- Jean Dubu, Racine aux miroirs, Paris, Sedes, 1992
- Jean Giraudoux, Jean Racine, Paris, Grasset, 1950
- Lucien Goldmann, Le Dieu caché. Étude sur la vision tragique dans les Pensées de Pascal et dans le théâtre de Racine, Paris, Gallimard, 1955
- Lucien Goldmann, Situation de la critique racinienne, Paris, L'Arche, 1971 (réed. 1997)
- Michael Hawcroft, Word As Action : Racine, Rhetoric, and Theatrical Language, Oxford, Clarendon Press, 1992
- Roy Clement Knight, Racine et la Grèce, Paris, Boivin, 1950
- Gustave Larroumet, Racine, Paris, Hachette, coll. Les grands écrivains français, 1887
- Charles Mauron, L'inconscient dans l'œuvre et la vie de Jean Racine, Paris, Ophrys, 1957
- Daniel Mornet, Jean Racine, Paris, Aux Armes de France, coll. "Écrivains et penseurs", 1944
- Jacques de Lacretelle et Pierre de Lacretelle, Introduction au théâtre de Racine suivie de La vie privée de Racine, Paris, Librairie académique Perrin, 1949
- Jacques de Lacretelle et Pierre de Lacretelle, Racine, Paris, Librairie académique Perrin, 1970
- Alain Niderst, Racine et la tragédie classique, Paris, Presses universitaires de France, 1978
- Anne Piéjus, Le Théâtre des Demoiselles. Tragédie et musique à Saint-Cyr à la fin du Grand Siècle, Paris Société française de musicologie, 2000.
- Gérard Pélissier, Étude sur la Tragédie racinienne , Paris, Ellipses, 1995, coll. "Résonances"
- Jean Pommier, Aspects de Racine. L'histoire littéraire d'un couple tragique, Paris, Nizet, 1954
- Catherine Ramond, La Voix racinienne dans les romans du dix-huitième siècle, Paris, Honoré Champion, 2014
- Jean Rohou, Jean Racine : bilan critique, Paris, Armand Colin, 2e édition, 1998
- Jean Rohou, Avez-vous "lu" Racine ? Mise au point polémique, Paris, L'Harmattan, 2000
- Jean Rohou, Jean Racine, "Andromaque", Paris, Presses universitaires de France, 2000
- Jean Rohou, Jean Racine, "Athalie", Paris Presses universitaires de France, 2003
- Jean Rohou, Racine en 12 questions, Rennes, Presses universitaires de Rennes, 2020
- Jean-Jacques Roubine, Lectures de Racine, Paris, Armand Colin, 1971
- Charles-Augustin Sainte-Beuve, Port-Royal, Paris, Renduel, 1840-1859
- Leo Spitzer, L'effet de sourdine dans le style classique : Racine (traduction d'Alain Coulon) in Études de style, précédé de Leo Spitzer et la lecture stylistique par Jean Starobinski, traduit de l'anglais et de l'allemand par Éliane Kaufholz, Alain Coulon et Michel Foucault, Paris, Gallimard, 1970 p. 208-335
- Eugène Vinaver, Racine et la poésie tragique, Paris, Nizet, 1951

## Sources
Cette section inventorie les sources archivistique connues disponibles sur Jean Racine, classées par lieux de conservation.

### Recueils
- Raymond Picard, Corpus Racinianum, Paris, Les Belles Lettres, 1956
- Raymond Picard, Nouveau Corpus Racinianum, Paris, Éditions du C.N.R.S., 1976 (édition augmentée du précédent)
- Louis Vaunois, L'Enfance et la jeunesse de Racine. Documents sur la vie de Racine, Paris, Del Duca, 1964

### Sources manuscrites

#### Archives départementales de l'Aisne
- 1/Mi709 (acte de baptême)
- 5/Mi1209 :
  - fol.95 : acte d'inhumation de Jeanne Sconin, mère de Racine, 29 janvier 1641
  - fol.125 : acte de mariage de Jean Racine père avec Madeleine Vol, 4 novembre 1642
  - fol.157 : acte d'inhumation de Jean Racine père, 6 février 1643
  - fol.202 : acte d'inhumation de Jean Racine grand-père, septembre 1649

#### "Papiers de Jean Racine",BnF, manuscrits, Français 12886-12891, 6 volumes
Chacun de ces volumes, excepté les IV et V, est numérisé et accessible sur Gallica. Les liens sont ici intégrés sur leurs cotes.
- I, Français 12886[348]. Divers :
  - « Livres notez par Jean Racine ; » liste de la main de Louis Racine, son fils, publiée dans le Bulletin de la Société de l'histoire de Paris (1884), t. XI, p. 52-55
  - Lettres de Racine à l'abbé Le Vasseur, à M. et Mlle Vitart (1660-1662), correspondance de Boileau et Racine (1687-1697), lettres de Racine à son fils (1692-1698), lettres au prince Henri de Bourbon-Condé, à la M. Ste Thècle Racine, à M. de Bonrepaux (1693), à Madame de Maintenon (1698).
  - Testaments de Racine (10 octobre 1698 et 29 octobre 1685).
  - Lettres de Le Maistre et Antoine Arnauld à Racine.
  - Lettres de Louis Racine à Cl. Sallier, et deux quittances signées de « Jean Racine, prieur du prieuré de Ste Pétronille de l'Espinay » (1670 et 1668).
- II, Français 12887[349]. Divers :
  - « La Vie de Diogène le Cynique. »
  - « Extrait du traitté de Lucien, Comment il faut écrire l'histoire ».
  - « Des Esséniens ; — (fol. 61) Vie de S. Polycarpe ; — (fol. 62) Extrait d'une lettre de S. Irénée ; — (fol. 63) Épitre de S. Polycarpe ; — (fol. 69) De S. Denys, archevêque d'Alexandrie ».
  - « Extrait du livre intitulé : Concordia rationis et fidei, seu Alnetanæ quæstiones, » de P.-D. Huet.
  - « Quinte-Curce de Vaugelas ».
  - Remarques sur Athalie.
  - « Projet du Ier acte d'une Iphigénie en Tauride.
  - Discours à l'Académie française (30 octobre 1678).
  - « Cantique spirituel à la louange de la charité, tiré de S. Paul ».
  - « Mémoires sur Port-Royal ».
  - « Fragments historiques ».
- III, Français 12888[350]. Extraits de Tacite et de Quintilien, 1656.
- IV, Français 12889[351]. Extrait de Basile le Grand, 1655-1658.
- V, Français 12890[352] :
  - Extraits de Virgile. Horace, Pline l'Ancien et Cicéron.
  - « Remarques sur les Olympiques de Pindare. »
- VI, Français 12891[353]. « Remarques sur l'Odyssée d'Homère », livres I-X.

### Sources imprimées

#### Ouvrage imprimés annotés par Racine
- Plutarque, Sapientissimi Plutarchi paralellum, Vitae Romanorum & Graecorum… Vies parallèles, Florence, in aedibus Philippe Iuntae, 1517. Exemplaire conservé à la BnF (RES-J-88) annoté par Racine pendant ses études à Port-Royal.
- Plutarque, Varia scripta, quae Moralia vulgo dicuntur…, Basileae, per E. Episcopium et Nicolai fr. haeredes, 1574. Exemplaire conservé à la BnF (RES-J-105), annoté par Racine en 1656, pendant ses études à Port-Royal. La page de titre est signée : "Joannes Racine, cœptum 29 mai 1656".
- Sénèque, L. Annaei Senecae philosophi opera omnia [Œuvres complètes], [éd.inconnu]. Exemplaire conservé à la BnF (RES-R-2003), annoté par Racine pendant ses études à Port-Royal.

#### Bases de données et dictionnaires
- Notices d'autorité :   - VIAF
  - ISNI
  - BnF (données)
  - IdRef
  - LCCN
  - GND
  - Italie
  - Japon
  - CiNii
  - Espagne
  - Belgique
  - Pays-Bas
  - Pologne
  - Israël
  - NUKAT
  - Catalogne
  - Suède
  - Vatican
  - WorldCat
- Ressources relatives à la musique :   - International Music Score Library Project
  - AllMusic
  - Carnegie Hall
  - Discography of American Historical Recordings
  - Discogs
  - Grove Music Online
  - MusicBrainz
  - Muziekweb
  - Répertoire international des sources musicales
- Ressources relatives au spectacle :   - Archives suisses des arts de la scène
  - Les Archives du spectacle
  - César
  - Internet Broadway Database
  - Kunstenpunt
- Ressources relatives aux beaux-arts :   - AGORHA
  - British Museum
  - National Gallery of Art
  - Te Papa Tongarewa
- Ressources relatives à la recherche :   - Bibliothèque interuniversitaire de santé
  - La France savante
  - Persée
- Ressources relatives à l'audiovisuel :   - Africultures
  - IMDb
  - Unifrance
- Ressources relatives à plusieurs domaines :   - Radio France
  - Répertoire du patrimoine culturel du Québec
- Ressource relative à la littérature :   - Académie française (membres)
- Ressource relative à la santé :   - Bibliothèque interuniversitaire de santé
- Notices dans des dictionnaires ou encyclopédies généralistes :   - Biografisch Portaal van Nederland
  - Britannica
  - Brockhaus
  - Collective Biographies of Women
  - Den Store Danske Encyklopædi
  - Deutsche Biographie
  - Enciclopedia italiana
  - Enciclopedia De Agostini
  - Enciclopédia Itaú Cultural
  - Gran Enciclopèdia Catalana
  - Hrvatska Enciklopedija
  - Internetowa encyklopedia PWN
  - Nationalencyklopedin
  - Proleksis enciklopedija
  - Store norske leksikon
  - Treccani
  - Universalis
  - Visuotinė lietuvių enciklopedija

### Pages connexes
- Littérature française du XVIIe siècle
- Racine passera comme le café